# Bytom
Bytom (niem. Beuthen, śl. Bytōm, Bytōń) – miasto w Polsce na prawach powiatu, położone w województwie śląskim, na Wyżynie Śląskiej, w centrum Górnośląsko-Zagłębiowskiej Metropolii.
Bytom to jedno z najstarszych miast historycznego Górnego Śląska. Był siedzibą książąt piastowskich Księstwa Bytomskiego. 7 kwietnia 1348 Bytom wraz z całym Śląskiem został formalnie włączony do I Rzeszy Niemieckiej, której częścią był do 1806 roku. Od 1526 r. własność dynastii Hohenzollernów, a od 1623 r. – rodu Donnersmarcków jako Wolne Państwo Stanowe. W latach 1742–1945 miasto znajdowało się w granicach Prus oraz Niemiec, pełniąc istotną rolę jako ośrodek gospodarczy i administracyjny lokalnego zagłębia przemysłowego.
Po wojnie znaczna część rodowitych mieszkańców wyemigrowała lub została przymusowo wysiedlona do Niemiec, a mężczyźni (szczególnie górnicy) wywiezieni do obozów pracy przymusowej w ZSRR. Z kolei z Kresów Wschodnich napłynęli liczni Polacy przesiedlani („repatriowani”) z terenów włączonych do ZSRR. Dekady PRL charakteryzowały się stałym naciskiem na rozwój przemysłu ciężkiego, prowadząc do rabunkowej eksploatacji górniczej, której skutki miasto nadal odczuwa. Dziś Bytom jest ważnym miejscem na kulturowej, rozrywkowej i industrialnej mapie regionu.
Według danych GUS, 31 grudnia 2024 r. Bytom był zamieszkiwany przez 146 290 osoby.

## Warunki naturalne

### Położenie
Bytom położony jest w centralnej części Wyżyny Śląskiej na Wyżynie Miechowickiej, części Płaskowyżu Bytomsko-Katowickiego. Położenie geograficzne Bytomia wyznaczają współrzędne: 50°19′ i 50°26′ szerokości geograficznej północnej oraz 18°47′ i 18°58′ długości geograficznej wschodniej.
Miasto znajduje się na średniej wysokości 280–290 m n.p.m., wahając się od 249 m n.p.m. w dolinie rzeki Bytomki do 346 m n.p.m. w rejonie rezerwatu Segiet.
W rejonie Bytomia wydziela się kilka mniejszych jednostek morfologicznych. Centralny obszar miasta zajmuje Wyżyna Miechowicka otoczona od północy dolinami Dramy, Szarlejki i Brynicy, od południa Bytomką, natomiast od wschodu Wyżyna Miechowicka przechodzi w Wyżynę Siemianowicką. Północna część Bytomia znajduje się na terenie Garbu Tarnogórskiego.
Miasto graniczy z gminą Zbrosławice (sołectwa Wieszowa i Ptakowice) oraz Zabrzem na zachodzie, Rudą Śląską i Świętochłowicami na południu, Chorzowem na południowym wschodzie, Piekarami Śląskimi i Radzionkowem na wschodzie oraz Tarnowskimi Górami na północy.

### Geologia
Podłoże Wyżyny Miechowickiej, na której leży Bytom, stanowią łupki i piaskowce z pokładami węgla kamiennego i rudy żelaza z okresu karbonu. W Niecce Bytomskiej, leżącej w północnej części wyżyny, zalegają triasowe skały od pstrego piaskowca do wapienia muszlowego z dolomitami, w których znajdują się rudy cynku, ołowiu i żelaza. Górną warstwę stanowią gliny, piaski i żwiry z epoki plejstocenu.

### Gleba
Pierwotnie na terenie Bytomia występowały gleby bielicowe i brunatnice, powstałe na osadach polodowcowych lub w dolinie Bytomki, na nanosach rzecznych. Obecnie, ze względu na intensywną działalność człowieka oraz zanieczyszczenie gleby (szczególnie groźne metalami ciężkimi: ołowiem i kadmem), podobnie jak całe środowisko, zostały przeobrażone.

### Klimat

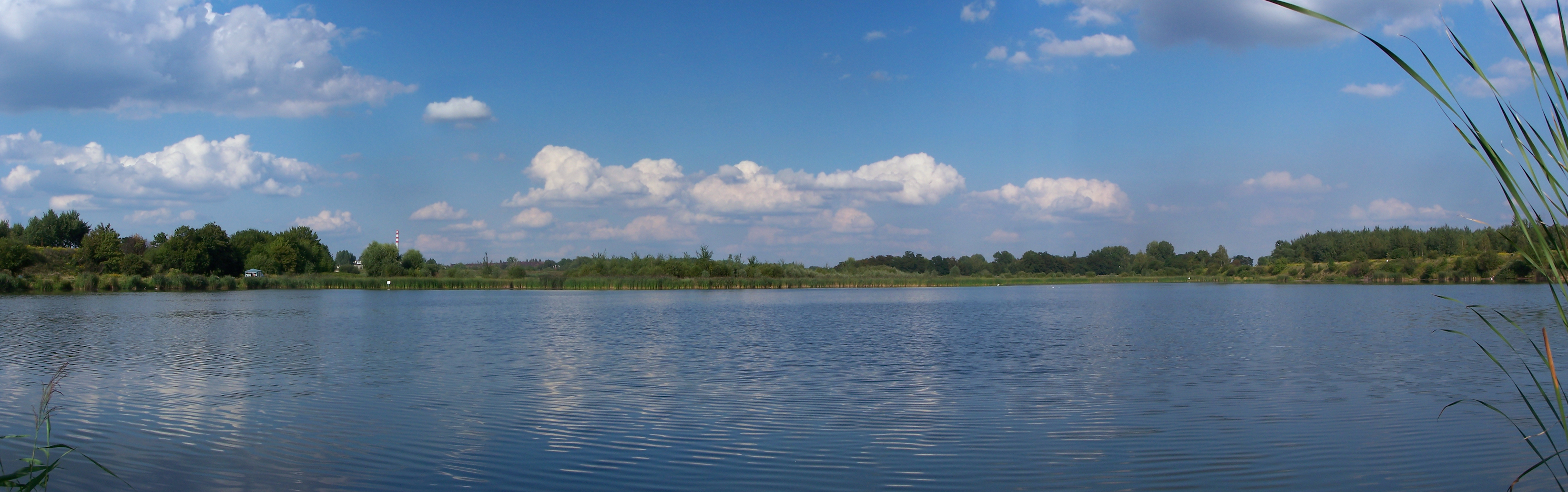
Żabie Doły

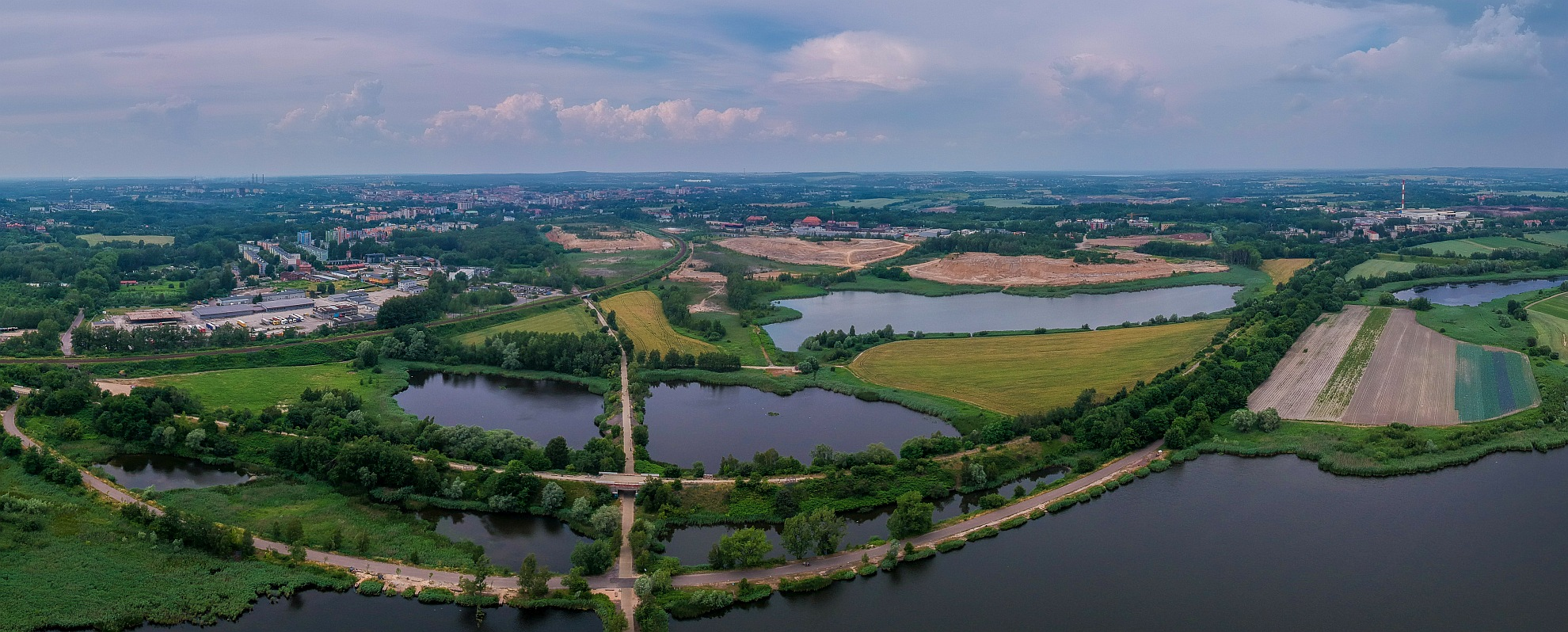
Bytom, Zespół przyrodniczo-krajobrazowy Żabie Doły

Bytom wraz z całym obszarem Górnośląskiego Okręgu Przemysłowego leży w obrębie śląsko-krakowskiej dzielnicy klimatycznej. Charakteryzuje ją przewaga wpływów oceanicznych nad kontynentalnymi oraz sporadyczne oddziaływanie docierających tu od południowego zachodu przez Bramę Morawską mas powietrza zwrotnikowego. Docierają tu również zimne masy powietrza arktycznego z północy – głównie w chłodnej połowie roku.
Wilgotność względna powietrza waha się od 68 do 84%. Średnia temperatura stycznia wynosi ok. –3 °C, lipca +16,8 °C, roczna +8,12 °C. Średnia roczna suma opadów wynosi ok. 723 mm, najwyższe opady są w lipcu, a najniższe w lutym. Bytom, podobnie jak i cały obszar Górnośląskiego Okręgu Przemysłowego, cechuje także dość długi okres zalegania pokrywy śnieżnej oraz stosunkowo duża jej przeciętna grubość w porównaniu do nizinnych terenów Polski środkowej.

### Wody
Bytom położony jest w wododziale Wisły i Odry. Większa część terytorium miasta leży w dorzeczu Odry i odwadniana jest przez Bytomkę oraz Potok Rokitnicki będący jej dopływem. Reszta miasta oddaje wody do Szarlejki i Brynicy.
Na terenie miasta znajduje się kilkadziesiąt stawów, utworzonych głównie w wyrobiskach i zapadliskach. Kilkanaście z nich znajduje się na terenie zespołu przyrodniczo-krajobrazowego „Żabie Doły”.

### Przyroda
Około 20 procent powierzchni miasta zajmują lasy znajdujące się głównie w północno-zachodniej części miasta. Większość z nich zostały nasadzone sztucznie, z przewagą sosny, świerka i buka.
Na granicy Bytomia i Tarnowskich Gór znajduje się wpisany w 2017 roku na listę światowego dziedzictwa UNESCO rezerwat leśny Segiet będący fragmentem krajobrazu pogórniczego Srebrnej Góry. W jego sąsiedztwie ochroną objęto nieczynne kamieniołomy dolomitu Blachówka ze skamieniałościami morza triasowego, formami krasowymi dolomitu oraz miejsce gniazdowania ptaków, także drapieżnych.
Na granicy Bytomia, Chorzowa i Piekar Śląskich znajduje się zespół przyrodniczo-krajobrazowy Żabie Doły, na terenie którego występuje ponad 100 gatunków ptactwa, natomiast w Miechowicach w 2012 roku utworzono zespół przyrodniczo-krajobrazowy Miechowicka Ostoja Leśna.
Na terenie miasta znajduje się także zabytkowy park miejski założony w 1840 roku.

## Rozwój administracyjny
Pierwsze przedmieścia Bytomia powstały w średniowieczu i mieściły się poza murami obronnymi miasta, były to Błotnica, Dyngos, przedmieście Gliwickie oraz Krakowskie. Za przedmieściami rozciągały się należące do miasta grunty: Kleinfeld (‘małe pole’), Grossfeld (‘wielkie pole’) oraz rozległy las Dąbrowa Miejska (Städtisch Dombrowa). Do 1922 roku do miasta należał jako eksklawa Czarny Las (Schwarzwald – teren leśny, który przekształcił się w kolonie górnicze Frydenshutę i Zgodę). Eksklawa została odłączona od reszty miasta przez granicę polsko-niemiecką.
W 1927 roku do Bytomia przyłączono Rozbark. W 1951 roku w wyniku reformy administracyjnej zlikwidowano powiat bytomski, a do miasta jako dzielnice przyłączono Bobrek i Karb (gmina Bobrek-Karb), Łagiewniki (gmina Łagiewniki), Miechowice (gmina Miechowice) oraz Szombierki (gmina Chruszczów). Po reformie administracyjnej w 1975 roku zniesiono podział na dzielnice, a nowymi częściami Bytomia stały się Stolarzowice i Górniki (gmina Stolarzowice) oraz Radzionków z dzielnicami: Rojca, Stroszek, Wiktor (Vitor), Sucha Góra, Lazarówka i Blachówka.
1 stycznia 1998 roku Radzionków, wraz z dzielnicą Rojca, ponownie stał się samodzielnym miastem.

## Demografia

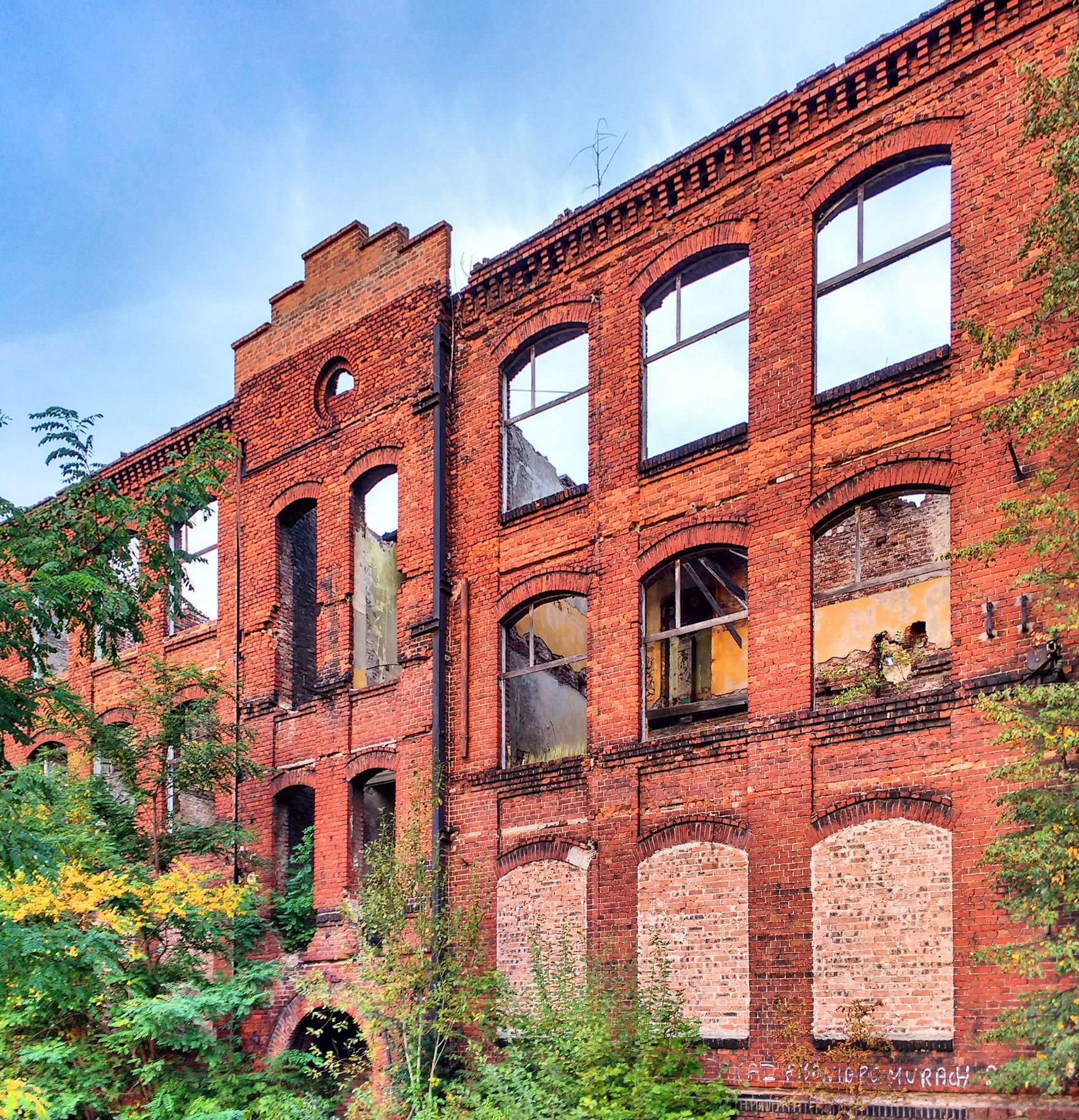
Skutki wyludniania Bytomia: zamknięta w 1996 roku Szkoła Podstawowa Nr 8 w dzielnicy Rozbark

Ludność Bytomia na przestrzeni ostatnich 4 stuleci
Uwaga: do Bytomia w latach 1975–1997 włączony był Radzionków
Największą populację Bytom odnotował w 1987 r. – według danych GUS 239 800 mieszkańców. Po odłączeniu Radzionkowa miasto było zamieszkiwane przez 207 102 mieszkańców (stan na 30 czerwca 1998 r.).
Piramida wieku mieszkańców Bytomia w 2014 roku.

### Pochodzenie
Pomimo że Bytom znajdował się na Ziemiach Odzyskanych, powojenna ludność miasta składała się w większości z autochtonów, gdyż na tym terenie dominowała liczebnie ludność etnicznie polsko-śląska, która po 1945 roku została pozytywnie zweryfikowana narodowościowo i nie została wysiedlona. Była też duża grupa ludności polsko-śląskiej przybyłej do Bytomia z innych obszarów woj. katowickiego i z woj. opolskiego. Według prof. Leszka Kosińskiego struktura ludnościowa Bytomia w 1950 roku pod względem pochodzenia terytorialnego przedstawiała się następująco:
| Pochodzenie                 | Liczba mieszkańców | Procentowo |
| Autochtoni                  | 90 320             | 51,92%     |
| --------------------------- | ------------------ | ---------- |
| Obszary w granicach ZSRR    | 27 984             | 16,09%     |
| Woj. katowickie             | 25 597             | 14,71%     |
| Woj. krakowskie             | 5 894              | 3,39%      |
| Zagranica oprócz ZSRR       | 5 597              | 3,22%      |
| Woj. warszawskie z Warszawą | 3 559              | 2,05%      |
| Woj. rzeszowskie            | 3 180              | 1,83%      |
| Woj. kieleckie              | 2 845              | 1,64%      |
| Woj. poznańskie             | 1 677              | 0,96%      |
| Woj. łódzkie z Łodzią       | 1 468              | 0,84%      |
| Woj. opolskie               | 1 216              | 0,70%      |
| Woj. lubelskie              | 1 041              | 0,60%      |
| Woj. bydgoskie              | 743                | 0,43%      |
| Woj. białostockie           | 336                | 0,19%      |
| Woj. wrocławskie            | 220                | 0,13%      |
| Pozostali                   | 2 278              | 1,31%      |
| Ludność napływowa ogółem    | 83 635             | 48,08%     |
| Ludność ogółem              | 173 955            | 100%       |

## Nazwa miasta

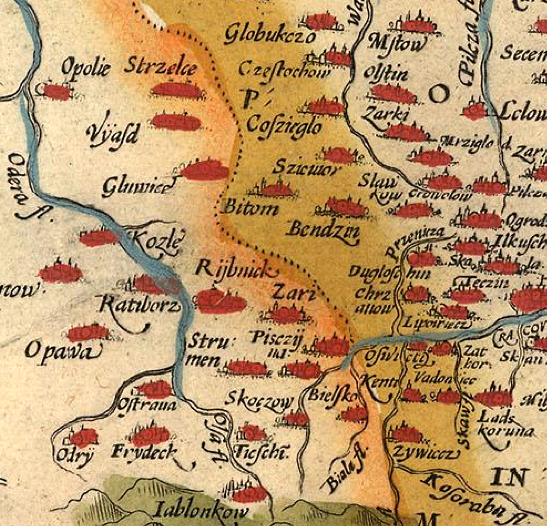
Bytom w granicach Korony Królestwa Polskiego jako Bitom na mapie Wacława Grodzieckiego wydanej w 1592 roku.

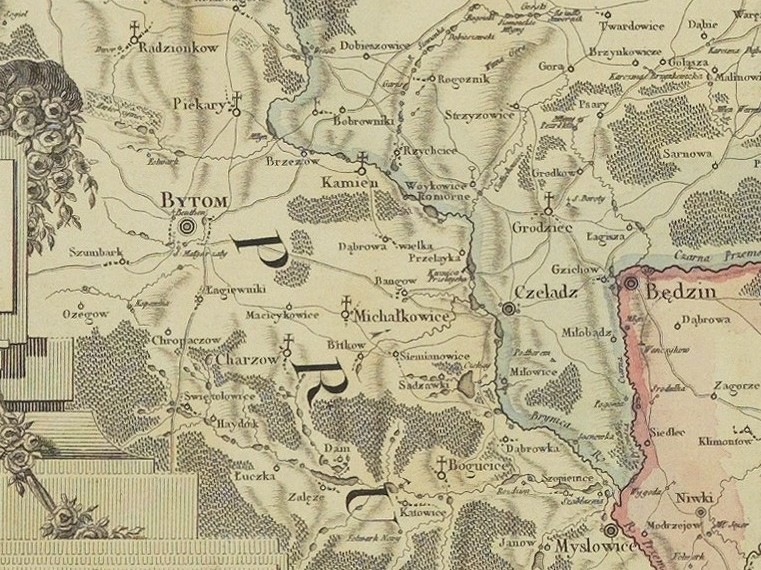
Nazwa „Bytom” na mapie z roku 1792

Według jednej z teorii, podobnie jak w przypadku Bytomia Odrzańskiego (w kronice Galla Anonima castrum Bytom) nazwa górnośląskiego Bytomia miała zostać utworzona za pomocą przyrostka dzierżawczego -jь od nazwy osobowej Bytom, będącej skróceniem (jak Radom, Radzim) imienia złożonego na Byto-/ps. bytъ- (np. Bytomir).
W 1105 miejscowość wymieniona jako Bitom. Nazwę przytacza dokument papieża Idziego wystawiony dla zakonu tynieckiego z lat 1123–1125  jako Bitom. Około roku 1164 gród bytomski upamiętniono na tak zwanym tympanonie Jaksy z Kopanicy, który znajduje się we wrocławskim kościele św. Michała. Jako fundator widnieje tam ówczesny książę krakowski Bolesław Kędzierzawy, trzymający w dłoniach model kościoła z napisem „Bitom”.
Niemiecki historyk Friedrich Gramer w monografii na temat miasta pt. „Chronik der Stadt Beuthen...” z 1863 roku podaje. że w historii nazwę notowano po polsku – „polnisch: Bythom, Bytom, Byti, Buthum”, łacińsku – „lateinisch: Bithomia, civitas bythomiensis” oraz niemiecku „deutsch: Beuthen (...) Ober-Beuther”. Podaje również znaczenie nazwy wywodząc ją od słowa być i na zasadzie analogii, przyrównując jego pierwszą funkcję do podobnych osad z łac. „mansio” jakie wcześniej w starożytnym Rzymie tworzyły się przy rzymskich drogach. Pisze on „Das wort Bytom soll von dem slavischen byti (bydź) (...) kommen (...) daher Bytom gleich mansio, Niederlassung”, czyli tłumacząc na język polski „Słowo Bytom ma pochodzić od słowiańskiego byti (bydź) (...) tak więc Bytom znaczy to samo co Mansio – siedziba”.
Niemiecki nauczyciel Heinrich Adamy w swoim dziele o nazwach miejscowych na Śląsku wydanym w 1888 roku we Wrocławiu wymienia dwie nazwy miasta zanotowane w dokumentach z 1200 roku Bytom oraz Biton.
Nazwa miejscowości w zlatynizowanej formie Bythonia wymieniona jest w łacińskim dokumencie księcia Władysława Łokietka z 1315 roku wydanym w Krakowie. Miejscowość w zlatynizowanych formach Bithom oraz Bythom wymienia w latach 1470–1480 Jan Długosz w księdze Liber beneficiorum dioecesis Cracoviensis. W roku 1613 śląski regionalista i historyk Mikołaj Henel z Prudnika wymienił miejscowość w swoim dziele o geografii Śląska pt. Silesiographia podając jej łacińskie nazwy: Beuthena, Bithonia, Bythonia. Nazwę Bytóm oraz Bytom w książce „Krótki rys jeografii Szląska dla nauki początkowej” wydanej w Głogówku w 1847 wymienił górnośląski pisarz, ksiądz Józef Lompa.
W 1612 roku polską nazwę miejscowości Bytom wspomina Walenty Roździeński w swoim staropolskim poemacie o górnośląskim hutnictwie pt. „Officina ferraria abo Huta y warstat z kuźniami szlachetnego dzieła żelaznego”. W dziele opisuje leżące w pobliżu miejscowości obfite złoża rud srebra we fragmencie „Tym kruszcem przedtym Bytom, póki był nie zginął,, Srebrnym był zwan Bytomiem i tak wszędy słynął, W którym – mając srebra dość – mieszczanie k ozdobie, Srebrne stopnie stawiali u swych łożnic sobie.”
W alfabetycznym spisie miejscowości na terenie Dolnego i Górnego Śląska wydanym w 1830 roku we Wrocławiu przez Johanna Knie miasto występuje pod polską nazwą Bytom oraz niemiecką nazwą Beuthen we fragmencie „Bytom, polnische Benennung der Stadte Nieder u. Ober Beuthen„. Słownik geograficzny Królestwa Polskiego wydany na przełomie XIX i XX wieku notuje nazwę miasta pod polską nazwą Bytom oraz niemiecką Beuthen.

## Historia

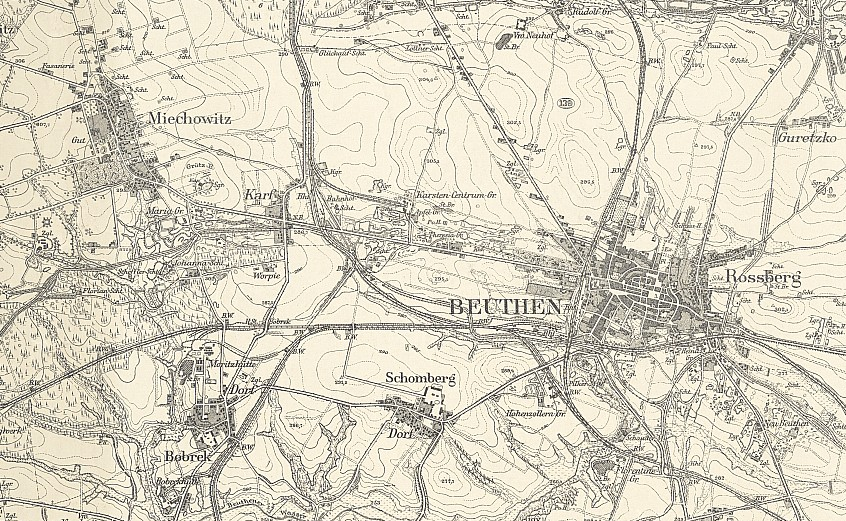
Fragment szczegółowej mapy z niemiecką nazwą (Beuthen – 1883)

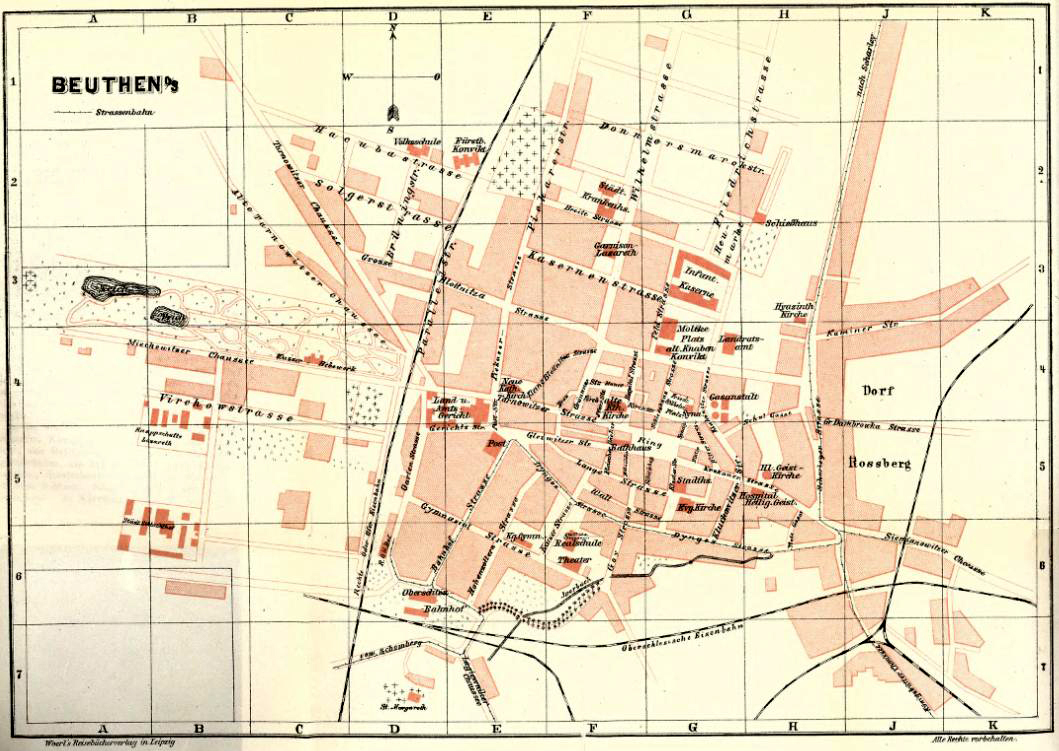
Mapa Bytomia z 1904

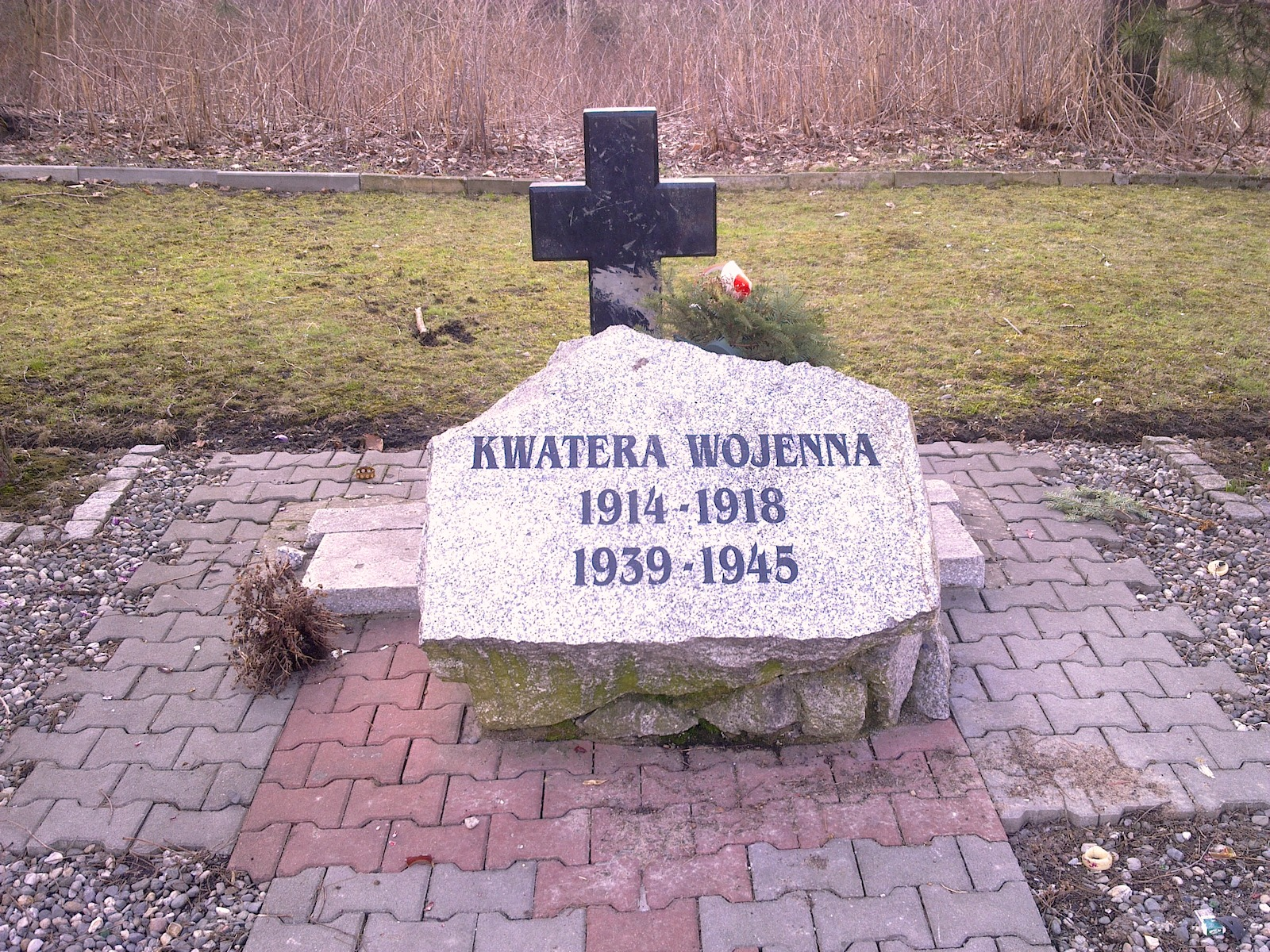
Kwatera Wojenna w Łagiewnikach, miejsce byłego cmentarza epidemiczno-wojennego

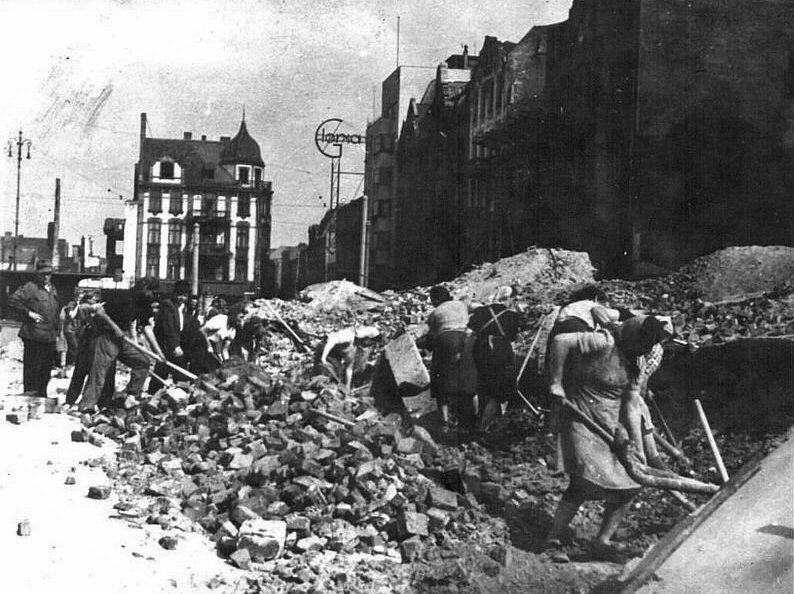
Zniszczony Rynek w Bytomiu (1945)

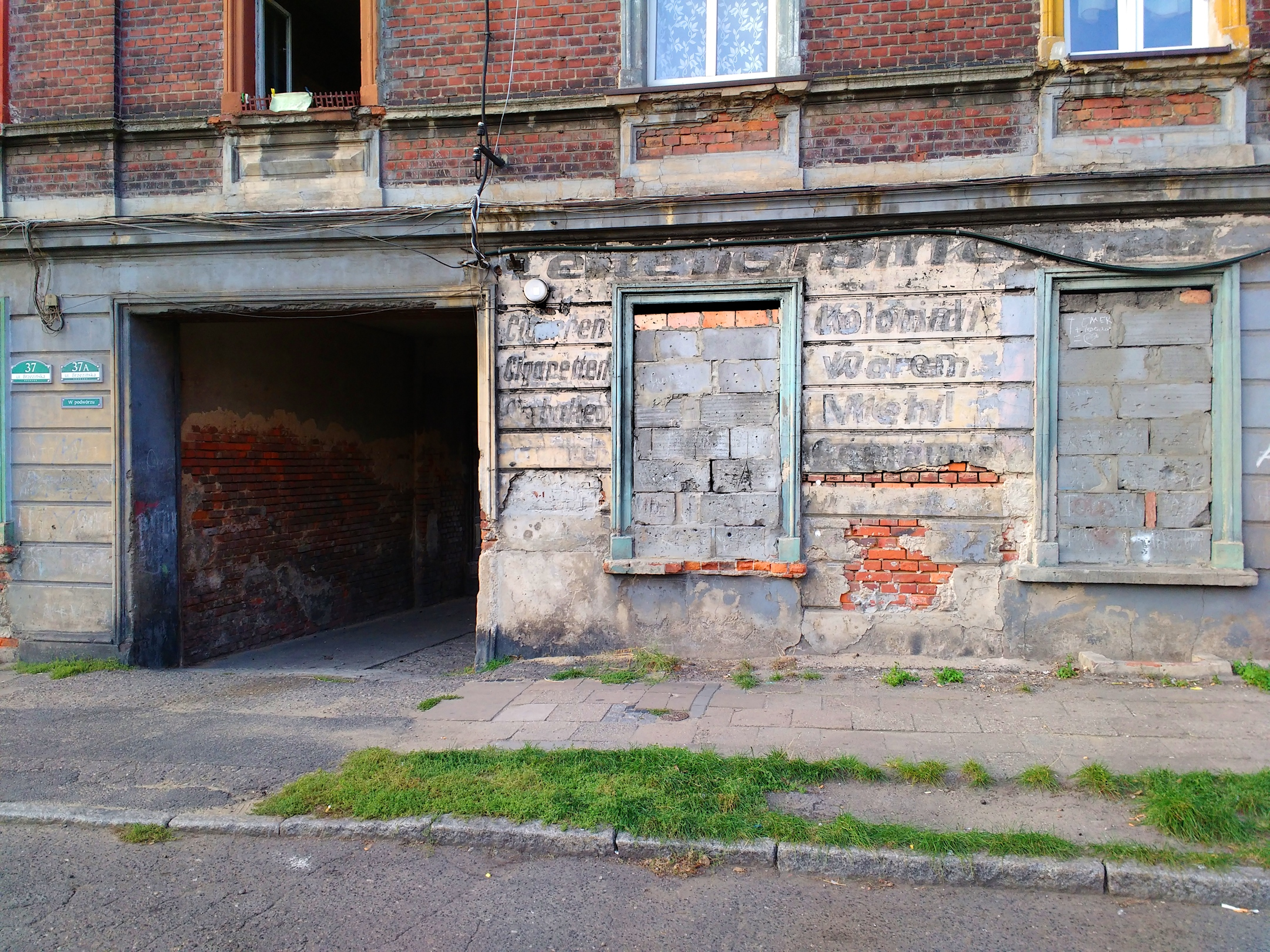
Poniemieckie dziedzictwo wciąż zauważalne w XXI wieku: wyblakłe niemieckojęzyczne napisy na sklepie

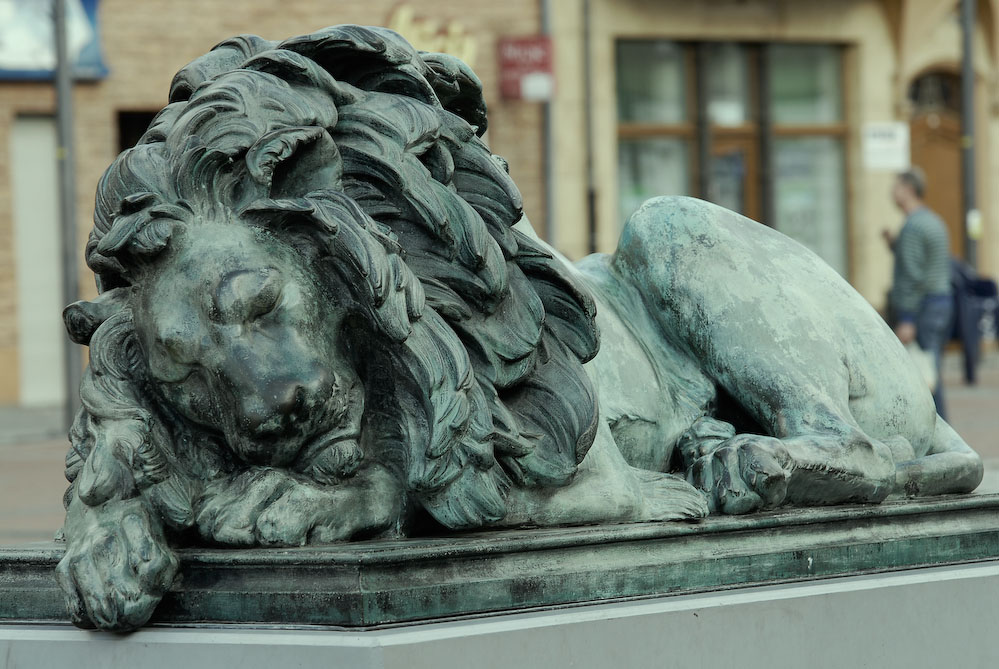
Pomnik „Lew śpiący” (1824) na Rynku autorstwa Theodora Kalidego

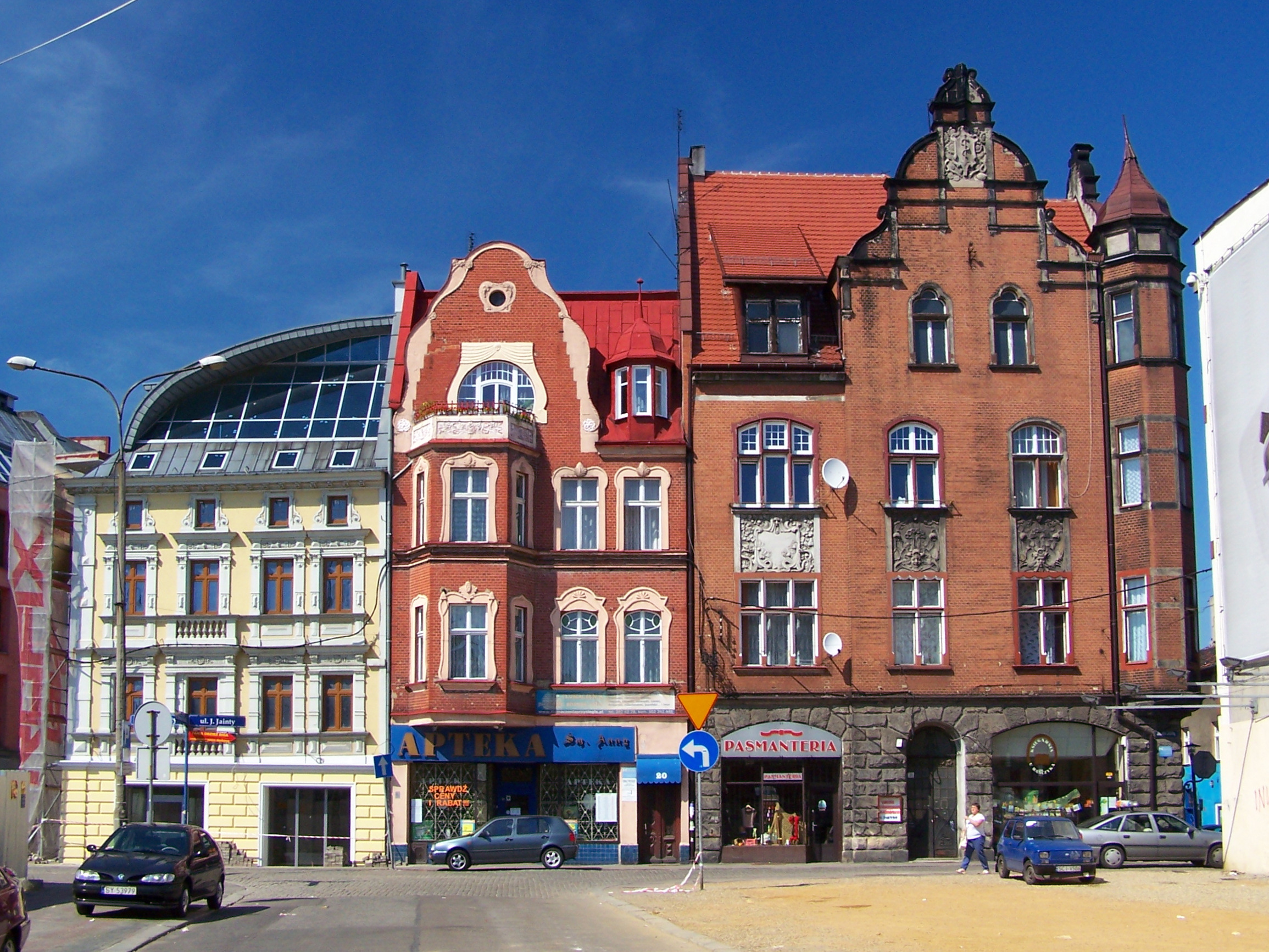
Kamienica przy ul. Jainty 18 (pierwsza z prawej)

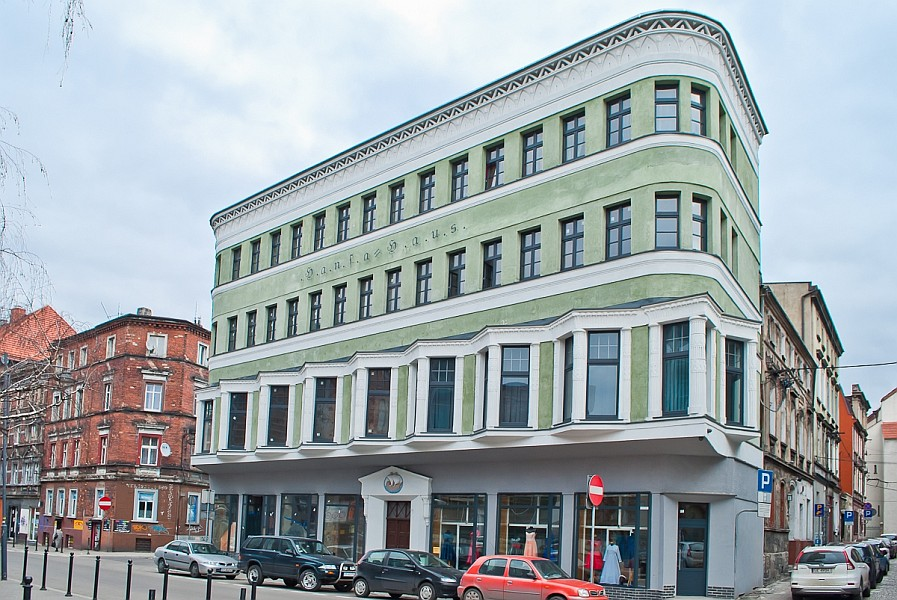
Kamienica przy ul. Webera 4

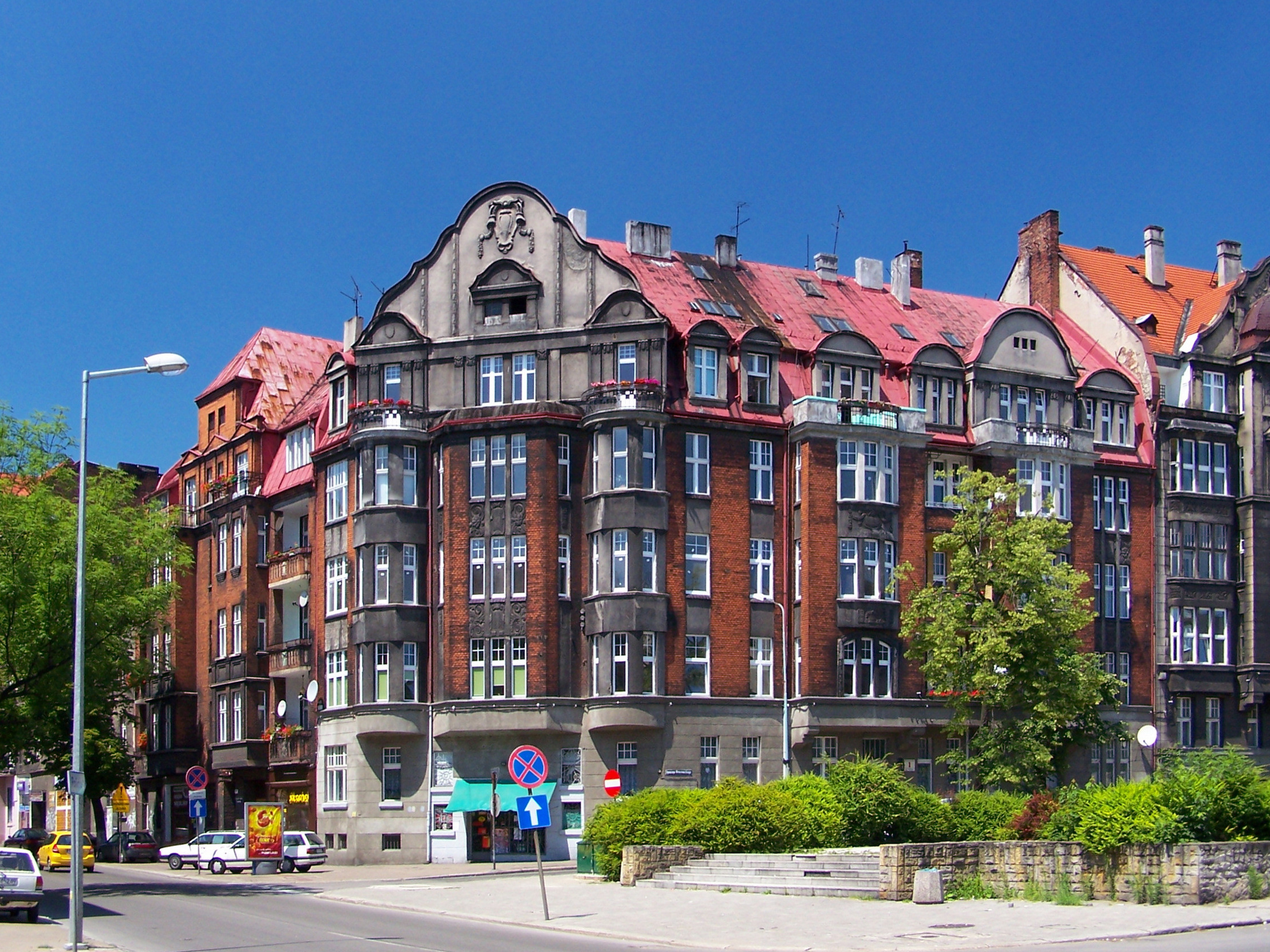
Kamienica przy ul. Kraszewskiego 1

Początki Bytomia sięgają już XI w., gdy zgodnie z dawnym podaniem, król Bolesław Chrobry na Wzgórzu św. Małgorzaty miał zbudować gród obronny. Od XII w. Bytom (gród), jako siedziba kasztelanii, rozwinął się w ważny ośrodek handlowy, rzemieślniczy i górniczy (kopalnie ołowiu i srebra). W 1241 gród i okoliczne osady zostały zniszczone przez Tatarów, a w roku 1254 osada wokół nowego kościoła NMP została odbudowana i lokowana na prawie niemieckim. Pod rządami Piastów śląskich pozostał Bytom do chwili wygaśnięcia linii opolskiej, tj. do 1532 roku.
Rozkwit gospodarczy przypada na wiek XIV w związku z rozbudową górnictwa i hutnictwa. W 1526 został nadany przez Habsburgów w lenno Jerzemu Hohenzollernowi. Należał do Habsburgów do 1742 r., kiedy wraz z większością Śląska został zajęty przez Prusy.
W okresie Wiosny Ludów dzięki działalności Józefa Łepkowskiego, Józefa Lompy i ks. Józefa Szafranka powstał Klub Narodowy z gazetą „Dziennik Górnośląski”, który walczył z germanizacją Śląska. W późniejszych latach działali Karol Miarka i ks. Norbert Bończyk. W 1921 r. przy podziale Górnego Śląska Bytom został w Niemczech (podczas plebiscytu za takim rozwiązaniem głosowało 74% mieszkańców miasta), ale z trzech stron otoczony granicą, co spowodowało spore problemy gospodarcze oraz m.in. transportowe. Wychodząc z bytomskiego rynku, w ciągu kwadransa można było piechotą dotrzeć do najbliższego przejścia granicznego.
W okresie międzywojennym Bytom jako jedno z dwóch miast na terenie Niemiec (obok Kwidzyna – Polskie Gimnazjum w Kwidzynie) miał prywatne gimnazjum polskie. W latach 1919–1921 był siedzibą Polskiego Komisariatu Plebiscytowego. Działał tu pułk Strzelców Bytomskich, a w latach 1922–1931 Konsulat RP w Bytomiu.
W czasie kampanii wrześniowej dnia 1 września 1939 Bytom został ostrzelany ogniem artyleryjskim z terytorium Polski.
W czerwcu 1946 miasto zostało włączone administracyjnie do województwa śląskiego.
Bytom obejmował zwarte śródmieście wokół historycznej Starówki oraz uprzemysłowione gminy włączone do miasta w 1951 r.: Bobrek, Karb, Szombierki, Łagiewniki, Miechowice, a od 1975 r. Radzionków, Sucha Góra, Stolarzowice, Górniki. W czasach największego zasięgu terytorialnego zajmował powierzchnię 8252 ha i liczył nawet 236 400 mieszkańców. Był ważnym ośrodkiem przemysłowym (63 tys. zatrudnionych w 1970 r.) Posiadał 6 kopalni węgla kamiennego: „Bobrek”, „Powstańców Śląskich”, „Dymitrow”, „Miechowice”, „Rozbark”, „Szombierki”; 2 elektrownie: im. W. Drzymały w Miechowicach i „Szombierki”; 2 huty żelaza: „Bobrek” i „Zygmunt”; zakłady górnicze rud cynku i ołowiu; zakłady wytwórcze maszyn hutniczych, lin i drutu, prefabrykatów budowlanych, odzieżowe (ZPO „Bytom”), zakłady mięsne, browar, mleczarnię i inne.
Od 1945 r. Bytom jest siedzibą Opery Śląskiej.
Najważniejsze daty:
- 1123 – pierwsza wzmianka o miejscowości, pod nazwą Bitom.
- 1179 – odłączenie kasztelanii Bytomskiej od Małopolski i włączenie do księstwa raciborskiego.
- 1241 – najazd Tatarów (Mongołów).
- 1253 – pierwsza wzmianka o kościele NMP.
- 1254 – lokacja miasta na prawie magdeburskim.
- 1258 – powstaje kościół i klasztor franciszkanów.
- 1281 – w granicach Księstwa Bytomskiego (Piastowie śląscy).
- 1348 – 7 kwietnia Karol Luksemburski wydał akt inkorporujący Bytom do Cesarstwa Niemieckiego (Rzymskiego).
- 1355 – umiera książę Bolko i wygasa bytomska linia Piastów.
- 1367 – nałożenie na miasto interdyktu kościelnego, co spowodowało kryzys gospodarczy.
- 1369 – podział miasta i zamku (rozebranego w XVI wieku).
- 1428 – pierwsza wzmianka o istnieniu szkoły parafialnej.
- 1526 – miasto przechodzi pod władzę austriackich Habsburgów.
- 1697 – ziemia bytomska uzyskała status Wolnego Państwa Stanowego (oznaczało to de facto ponowne stanie się księstwem).
- 1742 – po przegranej przez Austrię wojnie z Prusami Bytom staje się częścią Królestwa Prus.
- 1804 – wybuch wielkiego pożaru na bytomskich przedmieściach (Błotnica), który strawił 40 domów, 20 stodół i miejski folwark.
- 1821 – powstanie huty cynku Klara.
- 1840 – powstanie huty żelaza Pokój (Friedenshütte).
- 1859 – doprowadzenie linii kolejowej ze stacją w Karbiu.
- 1862 – wprowadzono gazowe oświetlenie ulic.
- 1867 – otwarto w Bytomiu pierwszą szkołę średnią – gimnazjum humanistyczne (obecnie znajduje się w nim siedziba Ogólnokształcącej Szkoły Muzycznej).
- 1868 – budowa pierwszego dworca kolejowego.
- 1870 – powstaje kopalnia Rozbark (niem. Heinitz).
- 1871 – wraz z Prusami Bytom wchodzi w skład II Rzeszy Niemieckiej.
- 1872 – powstaje kopalnia Centrum (niem. Karsten Centrum).
- 1873 – powstaje kopalnia Szombierki (niem. Hohenzollern).
- 1891 – granice administracyjne miasta powiększyły się o Czarny Las (niem. Beuthener Schwarzwald).
- 25 września 1895 – powstaje pierwsze na Górnym Śląsku Towarzystwo Gimnastyczne „Sokół” w Bytomiu regionalne gniazdo Polskiego Towarzystwa Gimnastycznego „Sokół” założone przez robotnika Józefa Tucholskiego[39][40].
- 1898 – uruchomienie tramwaju elektrycznego.
- 1900 – pierwsza premiera w nowym teatrze miejskim.
- 1909 – założono klub Beuthen 09.
- 1910 – wizyta cesarza Wilhelma II.
- 1918 – powstaje Naczelna Rada Ludowa (podkomisariat).
- 20 grudnia 1918 – powołanie do życia Komunistycznej Partii Górnego Śląska[41].
- 1919 – założenie w Bytomiu Głównego Komitetu Wykonawczego Polskiej Organizacji Wojskowej Górnego Śląska.Kamienice w południowej pierzei Rynku

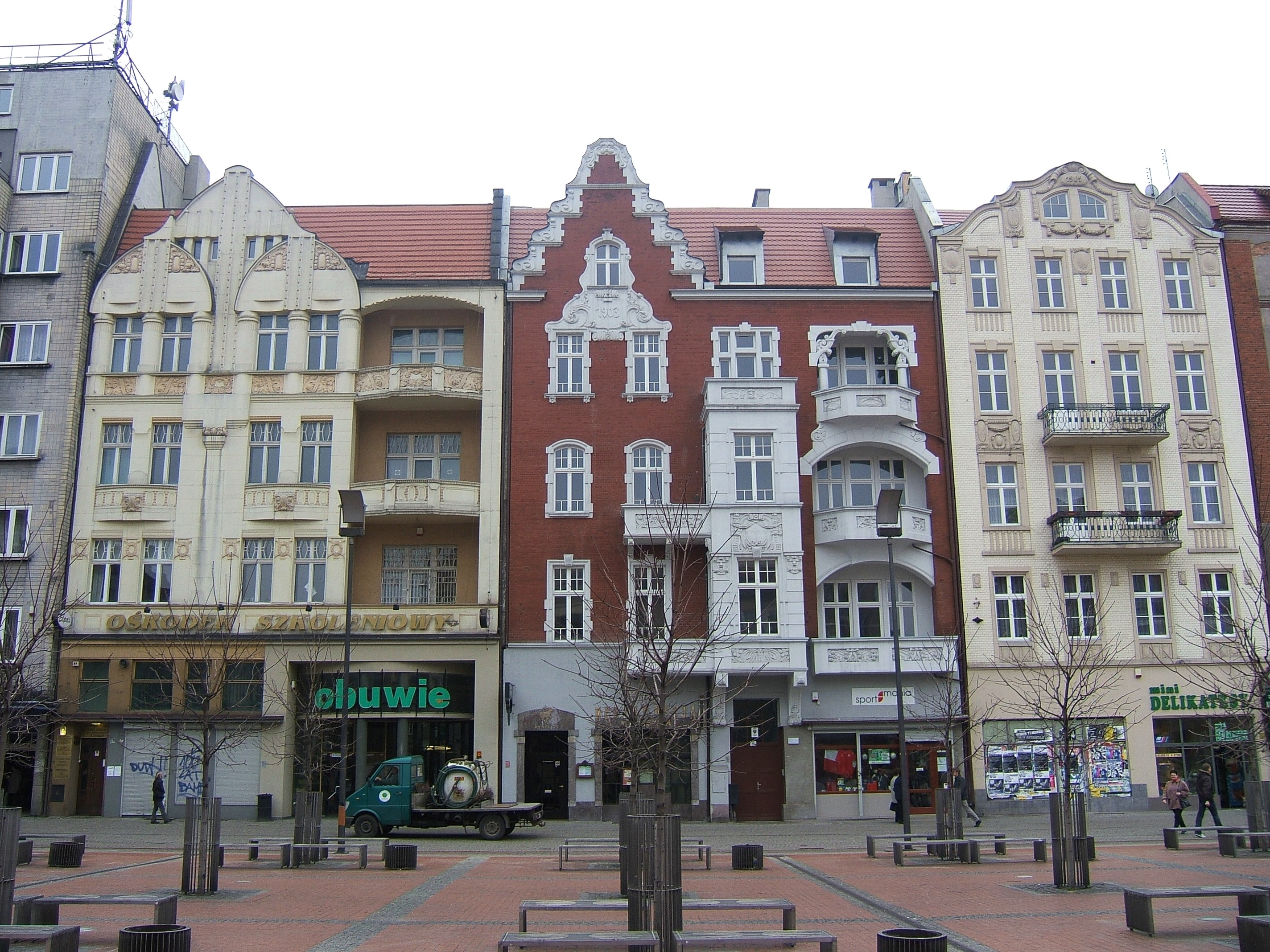
Kamienice w południowej pierzei Rynku

- 18 sierpnia 1919 – w I powstaniu śląskim nieudany atak 150 powstańców Jana Lortza na koszary Reichswery oraz nieudany atak 9 powstańców na hotel Skrocha w celu opanowania wojskowej centrali telefonicznej.
- 4 stycznia 1920 – założono klub Polonia Bytom.
- 1920 – założono w Bytomiu Towarzystwo Przyjaciół Nauk na Śląsku.
- 27/28 maja 1920 – nieudany atak niemieckich bojówek na Hotel Lomnitz, gdzie miał siedzibę Polski Komisariat Plebiscytowy.
- 25 sierpnia 1920 – w Bytomiu podpisano umowę kończącą II powstanie śląskie.
- 20 marca 1921 – plebiscyt górnośląski: w Bytomiu 28.889 (74,1%) głosujących opowiada się za przynależnością miasta do Niemiec, 10.102 (25,9%) za przyłączeniem do Polski, natomiast w powiecie bytomskim proporcje były odmienne – 62 965 głosów za Polską wobec 43 646 głosów za Niemcami. Decyzją Ligi Narodów Bytom pozostał w granicach Niemiec.
- 2/3 maja 1921 – podczas III powstania zajęcie na krótko Bytomia atakiem z Rozbarku i Miechowic przez powstańczy pułk Czesława Paula z Grupy „Wschód” i wyparcie powstańców przez rozjemcze wojska francuskie.
- koniec maja 1921 – zajęcie przez powstańców dworca kolejowego.
- 4 lipca 1921 – zabicie przez niemieckie bojówki dowódcy francuskiego garnizonu majora Bernarda Montallegre.
- 5 lipca 1921 – zajęcie miasta przez wojska brytyjskie.
- 1922 – ponowne przejęcie administracji miasta przez Niemców.
- listopad 1922 – siedziba Górnośląskiego Trybunału Rozjemczego.
- 1923 – w kopalni Heinitz (Rozbark) miała miejsce największa katastrofa w dziejach bytomskiego górnictwa. Na skutek wybuchu pyłu węglowego i pożaru zginęło 145 górników
- 1927 – do Bytomia została przyłączona gmina Rozbark.
- 1928 – wizyta prezydenta Paula von Hindenburga.
- 1929 – zbudowano stadion sportowy Hindenburg-Kampfbahn (obecny stadion TS Polonia Bytom) i wybudowanie budynku dzisiejszego Technikum Zespołów Szkół Mechaniczno – Elektronicznych
- 1929 – sterowiec Graf Zeppelin nad Bytomiem.
- Kapsuła czasu z 1929 roku w Muzeum Górnośląskim[42]
- 1930 – rozpoczęła działalność Akademia Pedagogiczna (druga tego typu uczelnia wyższa w Niemczech i jedyna na Śląsku).
- 1932 – na bytomskim stadionie wygłosił dwugodzinne przemówienie lider partii narodowosocjalistycznej (NSDAP) – Adolf Hitler.
- 1936 – niemieckie koleje uruchomiły pośpieszne połączenie Bytomia z Berlinem, obsługiwane przez specjalny pociąg zwany Fliegender Schlesier jadąc z przeciętną prędkością 128 kilometrów na godzinę, pokonywał cały dystans w czasie 4 godzin i 25 minut.
- 9 na 10 listopada 1938 – noc kryształowa, bojkot żydowskich sklepów i przedsiębiorstw, spalenie głównej synagogi.
- 1940–1945 – w mieście funkcjonowało kilka obozów pracy przymusowej oraz podobóz Auschwitz-Birkenau w Łagiewnikach Hubertshütte[43].
- 27 stycznia 1945 – zajęcie miasta przez Armię Czerwoną, który dokonała masowych grabieży, zbrodni i zniszczenia zabudowy miasta.
- 18 marca 1945 przekazanie miasta administracji polskiej.
- 1945 – pierwsze wysiedlenia ludności miejscowej w głąb Niemiec i przybycie do miasta pierwszych Polaków z centralnej Polski i Kresów Wschodnich – Bytom staje się jednym z większych skupisk Kresowian[44].
- 14 czerwca 1945 – pierwsza premiera w Operze Śląskiej.
- 1948 – powstanie Klubu Literackiego pod kierownictwem Władysława Studenckiego.
- 17 marca 1951 do Bytomia przyłączone zostają jako jego dzielnice gminy Bobrek-Karb, Łagiewniki, Miechowice i Szombierki (wówczas Chruszczów).
- 1954 – Polonia Bytom mistrzem Polski w piłce nożnej.
- 1962 – Polonia Bytom mistrzem Polski w piłce nożnej.
- 1964/1965 – Polonia Bytom zdobywcą Pucharu Karla Rappana.
- 1965 – Polonia Bytom zdobywcą Pucharu Ameryki.
- 1975 – kolejna reforma administracyjna – do Bytomia przyłączone zostają jako dzielnice Górniki, Radzionków, Stolarzowice i Sucha Góra.
- 1979–1980 – wyburzenie kwartału zabytkowych kamienic w ścisłym centrum Bytomia pomiędzy: pl. Kościuszki – ul. Piekarską – ul. Jainty – ul. Pokoju – dziś w tym miejscu stoi Centrum Handlowe Agora.
- 1980 – Szombierki Bytom mistrzem Polski w piłce nożnej.
- 1988 – powstanie oddziału Towarzystwo Miłośników Lwowa i Kresów Południowo-Wschodnich.
- 1989 – powstanie oddziału Towarzystwa Społeczno-Kulturalnego Ludności Pochodzenia Niemieckiego (przekształcone w Towarzystwo Społeczno-Kulturalne Niemców Województwa Śląskiego oddział w Bytomiu).
- 1991 – powstanie Śląskiego Teatru Tańca.
- 1998 – Radzionków oddziela się od Bytomia i ponownie staje się odrębnym miastem.
- 2007 – Bytom wchodzi w skład Górnośląskiego Związku Metropolitalnego.
- 2017 – wejście Bytomia w skład Metropolii Górnośląsko-Zagłębiowskiej.

## Polityka

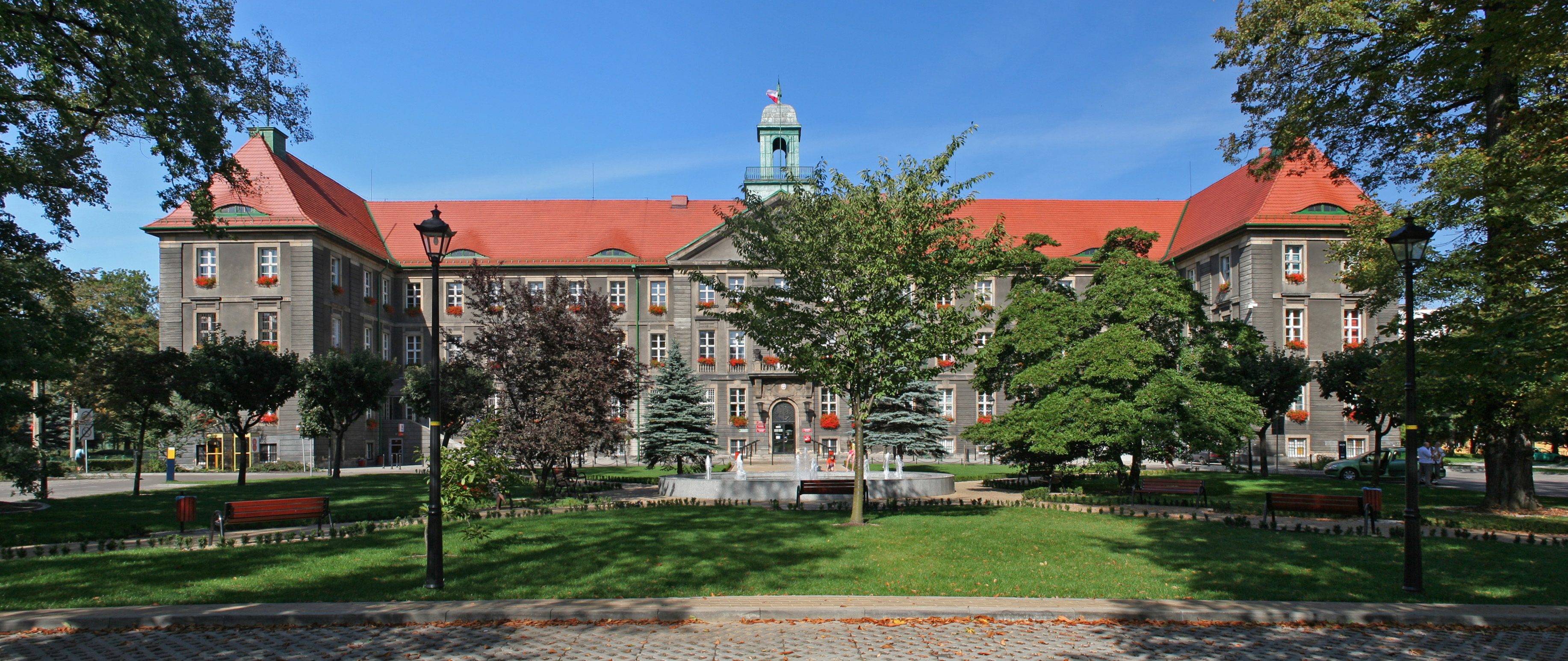
Urząd Miasta Bytomia

Bytom jest miastem na prawach powiatu. Mieszkańcy wybierają do rady miasta 25 radnych. Organem wykonawczym jest prezydent miasta. Siedzibą władz jest Urząd Miasta przy ul. Parkowej. Na czele bytomskiej Rady Miejskiej stoi Michał Staniszewski (KO), a jego zastępcami są Marek Wilk, Krzysztof Gajowiak, Grzegorz Nowak. 

### Rada Miasta
| Kadencja  |     |     |    |    |     |    |     |     |    |    |    | Łącznie |
| Kadencja  | SLD | PdB | WB | RB | PiS | PO | BIS | BPM | HB | AP | TD | Łącznie |
| --------- | --- | --- | -- | -- | --- | -- | --- | --- | -- | -- | -- | ------- |
| 2002–2006 | 7   | 7   | 6  | 5  | –   | –  | –   | –   | –  | –  | –  | 25      |
| 2006–2010 | 5   | 1   | 5  | –  | 5   | 9  | –   | –   | –  | –  | –  | 25      |
| 2010–2012 | 1   | –   | 1  | –  | –   | 12 | 6   | 5   | –  | –  | –  | 25      |
| 2012–2014 | 1   | –   | 2  | –  | 4   | 5  | 11  | 2   | –  | –  | –  | 25      |
| 2014–2018 | 1   | –   | 2  | –  | 4   | 5  | 12  | –   | 1  | –  | –  | 25      |
| 2018–2024 | –   | –   | 1  | –  | 7   | 9  | 6   | –   | –  | 2  | –  | 25      |
| 2024–2029 | –   | –   | –  | –  | 8   | 14 | –   | –   | –  | –  | 3  | 25      |

Uwagi
1. ↑  Ugrupowanie startowało w ramach Koalicyjnego Komitetu Wyborczego Sojusz Lewicy Demokratycznej – Unia Pracy.
2. ↑  Ugrupowanie startowało w ramach Koalicyjnego Komitetu Wyborczego Lewica i Demokraci.
3. ↑  Ugrupowanie startowało w ramach Koalicyjnego Komitetu Wyborczego Bytomska Lewica.
4. ↑  Ugrupowanie startowało w ramach Koalicyjnego Komitetu Wyborczego SLD Lewica Razem.
5. 1 2  Ugrupowanie startowało w ramach Koalicyjnego Komitetu Wyborczego Koalicja Obywatelska.

W wyborach parlamentarnych w 2007 roku do sejmu i senatu trafiło trzech bytomskich polityków: Jacek Brzezinka (poseł PO), Wojciech Szarama (poseł PiS) oraz Andrzej Misiołek (senator PO).
Bytom jest członkiem Górnośląsko-Zagłębiowskiej Metropolii, Związku Miast Polskich oraz Związku Powiatów Polskich.

### Prezydent
Prezydentem Bytomia w wyborach samorządowych w 2010 roku został Piotr Koj. Wygrał w drugiej turze wynikiem 52,93%.
W wyniku referendum, które odbyło się 17 czerwca 2012 r. prezydent został odwołany ze stanowiska. Na 28 925 głosów ważnych „za” głosowało 28 154 osób (97,3%). Frekwencja wyniosła: 21,76% (aby referendum było ważne musiało pójść nie mniej niż 21 835 bytomian – 3/5 głosów oddanych w poprzednich wyborach). Wraz z prezydentem odwołano również radę miejską, na 28 884 głosów ważnych „za” głosowało 28 019 bytomian (97%). 16 września 2012 roku odbyła się pierwsza tura wyborów na prezydenta miasta. Do drugiej tury, która odbyła się 30 września, dostali się: bezpartyjny Damian Bartyla i Halina Bieda, reprezentująca Platformę Obywatelską. Przedterminowe wybory wygrał Bartyla, zdobywając ponad 70% poparcia wśród głosujących. W 2018 roku na urząd ten wybrano Mariusza Wołosza. W drugiej turze łącznie z wszystkich obwodów na Mariusza Wołosza zagłosowało 22 620 osób, co stanowi 53,54%, z kolei na Damiana Bartylę oddano 19 632 głosy, czyli 46,46%.
Nadburmistrzowie Bytomia (1882–1945)
- 1882–1919 – Georg Brüning
- 1919–1924 – Alfred Stephan
- 1924–1925 – Hubert Leeber
- 1925–1933 – Adolf Knakrick
- 1933 – Oskar Wackerzapp (pełniący obowiązki)
- 1933–1945 – Walther Schmieding

Prezydenci Bytomia (od 1945):
- 1945–1948 – Piotr Miętkiewicz
- 1971–1976 – Tadeusz Przybylski
- 1976–1985 – Paweł Spyra
- 1985–1990 – Witold Mączarowski
- 1990–1994 – Janusz Paczocha
- 1994–1996 – Józef Korpak
- 1996–1998 – Marek Kińczyk
- 1998–2006 – Krzysztof Wójcik[61]
- 2006–2012 – Piotr Koj
- 2012 – Halina Bieda (pełniąca obowiązki)
- 2012 – 2018 – Damian Bartyla
- od 2018 – Mariusz Wołosz[59]

## Zabytki, architektura i urbanistyka

### Układ urbanistyczny

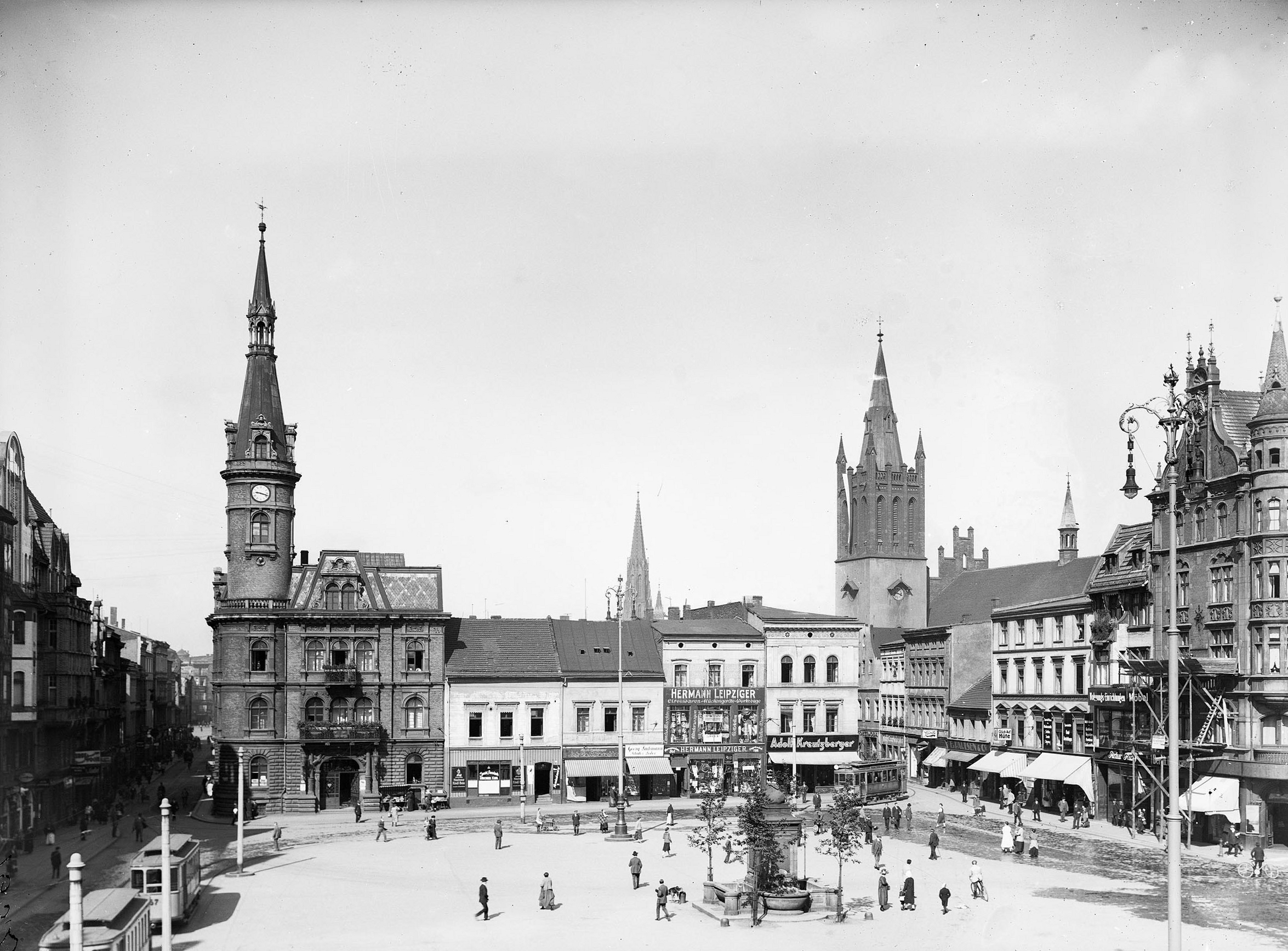
Zdjęcie przedstawiające wyburzoną zachodnią pierzeję rynku. Pierwszy z lewej ratusz w Bytomiu. W głębi z prawej Kościół Wniebowzięcia NMP

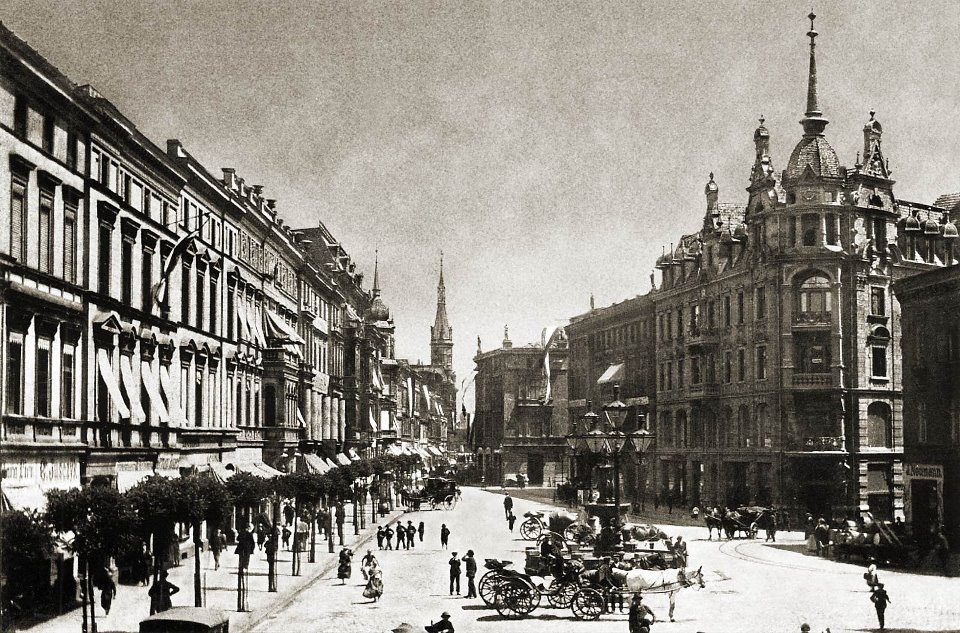
Bulwar – obecnie Plac Tadeusza Kościuszki

W Bytomiu zachowany został układ urbanistyczny średniowiecznego miasta typowy dla ówczesnych miast europejskich, lokowanych na prawie niemieckim.
Z rogów prostokątnego rynku wybiegały pod kątem prostym po dwie ulice, a ponadto dwie w połowie dłuższych boków – z pierzei północnej i południowej. Kościół farny ulokowany był poza rynkiem świadcząc o jego przedlokacyjnym pochodzeniu. Obecny wygląd rynku, odbiegający od pierwotnego, jest wynikiem przebudów po II wojnie światowej.
Wyburzenie zniszczonego po wojnie kwartału zabudowy w pierzei zachodniej spowodowało, że dzisiejszy rynek jest dwa razy większy od średniowiecznego. W miejscu usuniętej zabudowy stały co najmniej dwa bytomskie ratusze, z tego ostatni pochodzący z 1877 roku. Z przeprowadzonych na płycie rynku wykopalisk wiadomo, że co najmniej do XVI wieku niewielki murowany ratusz znajdował się pośrodku placu.
Pod koniec XIII wieku miasto posiadało mury obronne z łamanego kamienia, z łupinowymi basztami.
W XVI wieku fortyfikacje zostały wzmocnione wałem ziemnym. W skład fortyfikacji wchodził także nieistniejący zamek książęcy znajdujący się na placu Grunwaldzkim od XIII wieku, a niszczejący po podziale w 1369 roku. Do miast prowadziły bramy Pyskowicka, Gliwicka i Krakowska. Mury obronne miasta wyburzono w pierwszej połowie XIX wieku, do dziś zachowały się zaledwie małe fragmenty. Pamiątką po warownym grodzie są nazwy ulic Wałowej i Murarskiej. Średniowieczne nazwy zachowały również Krakowska, Gliwicka, Krawiecka, Browarniana i Rzeźnicza.
Widocznym śladem po rozwoju przestrzennym Bytomia na przełomie XIX i XX wieku jest ciąg placów, prowadzący od Rynku poprzez plac Grunwaldzki, plac Sobieskiego do placu Akademickiego, uzupełniony leżącym nieco na uboczu placem Słowiańskim. Ścisłe centrum tworzy od drugiej połowy XIX wieku po dziś dzień położony na zachód od rynku plac Kościuszki wraz z głównym deptakiem miasta, ulicą Dworcową.

### Architektura
O historycznej wartości miasta decydują w głównej mierze XIX wieczne kamienice, których wyjątkowa różnorodność stawia Bytom w czołówce polskich miast ze względu na ich wartość historyczną. Na terenie Bytomia znajduje się niemal pełny przekrój trendów architektury przełomu XIX i XX wieku, począwszy od stylów historyzujących, poprzez modernizm i secesję na ekspresjonizmie oraz funkcjonalizmie skończywszy. 
Na terenie śródmieścia znajdują się okazałe wille wybudowane w XIX oraz XX wieku.

### Zabytki

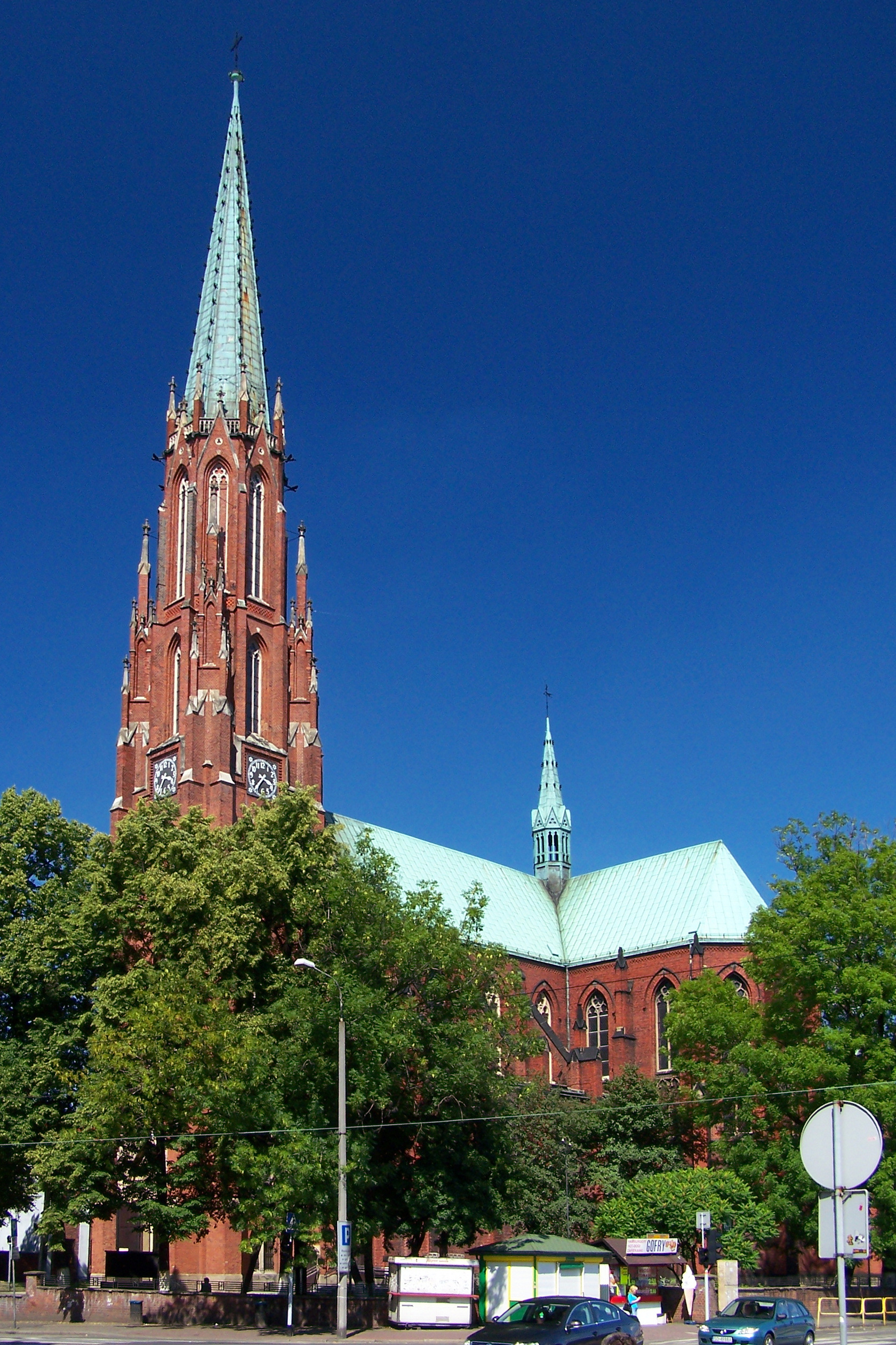
Kościół pw. Świętej Trójcy

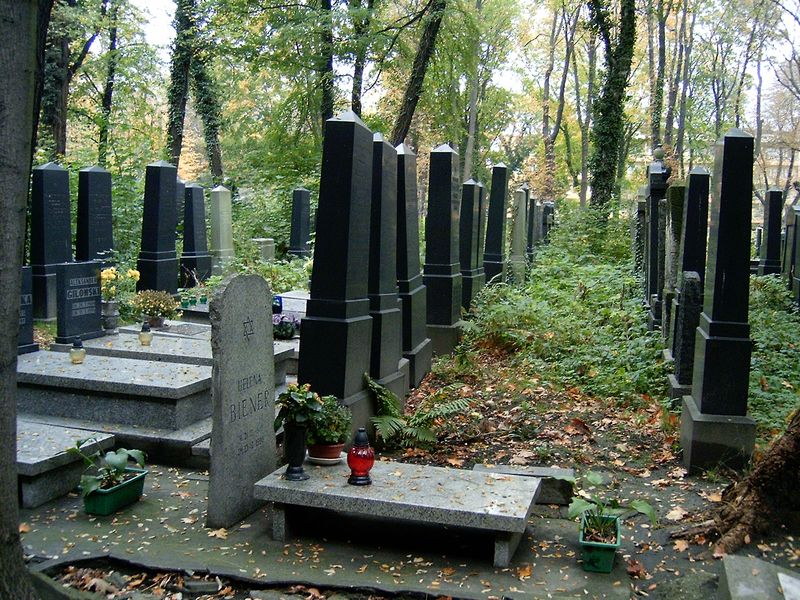
Cmentarz żydowski

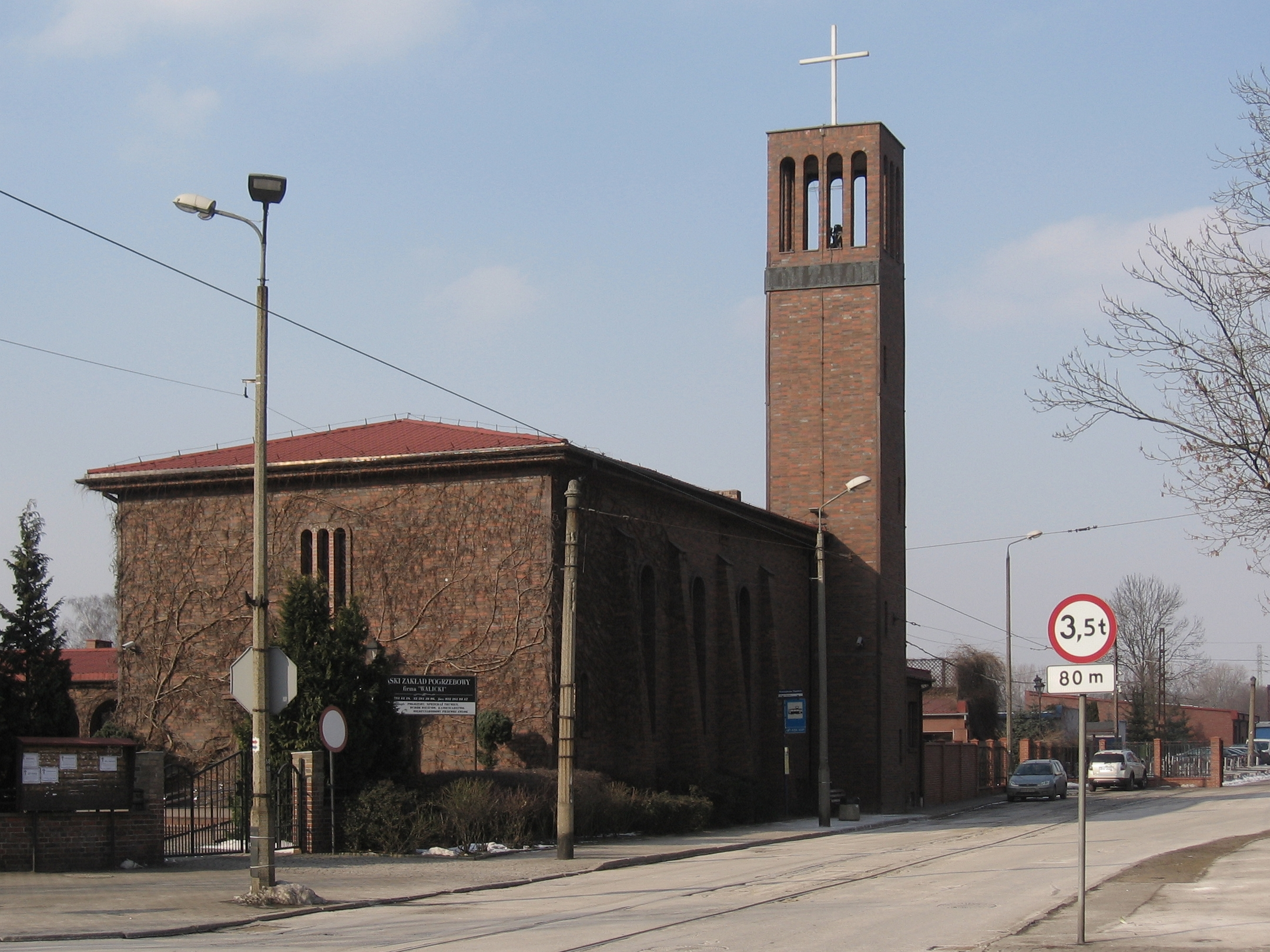
Zabytkowy budynek domu pogrzebowego przy ul. Piekarskiej 99 w 2018 roku

Lista zabytków znajdujących się Bytomiu:
- grodzisko wczesnośredniowieczne z XI wieku na wzgórzu św. Małgorzaty[64]
- średniowieczny układ urbanistyczny centrum miasta. Owalny plan zabudowy, prostokątny rynek i szachownicowy układ ulic.
- kościół Wniebowzięcia Najświętszej Maryi Panny – wzniesiony przed 1254 r. (prawdopodobniej ok. 1230 r.); gotycki, przebudowany na początku XVI wieku i w połowie XIX wieku; we wnętrzu obraz Madonny Bytomskiej z ok. 1415 r.
- piwnice Domu Gorywodów – gotyckie podziemia z końca XIII wieku wymurowane z dolomitu.
- kościół św. Wojciecha – (dawniej Mikołaja) wzniesiony w XIII wieku; przebudowywany w XV i w XVIII wieku. W latach 1833–1945 kościół parafialny parafii ewangelicko-augsburskiej
- średniowieczny krzyż pokutny w Łagiewnikach
- stary cmentarz żydowski – założony w 1720 roku
- kościół Świętego Ducha – barokowa kaplica wzniesiona w latach 1721–1728 na miejscu wcześniejszej drewnianej (wzniesionej przez Kazimierza księcia bytomskiego w XIII w.)
- dom staromiejski przy ul. Stanisława Webera 2 z XVIII wieku
- dwór w Stolarzowicach z XVIII wieku oraz spichlerz
- ruiny Pałacu von Thiele-Wincklerów z lat 1812–1817 w dzisiejszej bytomskiej dzielnicy Miechowice (niem. Miechowitz), zniszczonego w 1945, wraz z pozostałością po dawnym parku pałacowym
- kamienica przy ul. Gliwickiej 12 z 1857 roku
- hotel przy ul. Dworcowej 16 – jego początki sięgają 1858 roku
- zespół zabudowy więzienia – jego początki sięgają lat 1858–1862
- nowy cmentarz żydowski – założony w 1866 roku
- cmentarz Mater Dolorosa – założony w 1868 roku z wieloma zabytkowymi nagrobkami
- budynek szkoły muzycznej – wzniesiony w latach 1867–1870 w stylu neogotyckim
- park miejski założony w 1870 roku
- budynek przy ul. Antoniego Józefczaka 29 – dawny hotel, wzniesiony w 1871 roku
- Dom Polski „Ul” – z około 1880 roku
- kościół św. Małgorzaty – neogotycki, wzniesiony z 1881 roku
- kościół Świętej Trójcy – neogotycki, wzniesiony w 1886
- budynek przy ul. Dworcowej 12/14, wzniesiony w 2. połowie XIX wieku
- willa przy ul. Sądowej 8 – neorenesansowa, wzniesiona w 1886 lub 1887
- zabudowa rejonu głównego dawnej kopalni Rozbark z lat 1886–1915
- budynek starostwa powiatowego – eklektyczny, wybudowany w latach 1897–1898
- liczne zabytkowe kamienice z XIX i XX wieku (secesyjne, neorenesansowe, neogotyckie, eklektyczne), m.in.:
  - kamienica przy ul. Józefa Jainty 12
  - kamienica przy ul. Józefa Jainty 14
  - kamienica przy ul. Józefa Jainty 18
  - kamienica przy ul. Wojciecha Korfantego 31
  - kamienica przy ul. Kościelnej 2 z 1905 roku
  - kamienica przy ul. Rycerskiej 1
- budynek sądu w stylu neorenesansowym z 2. połowy XIX wieku
- zabytkowe osiedle robotnicze „Kolonia Zgorzelec” z przełomu XIX i XX wieku
- budynek siłowni Huty Bobrek wzniesiony w 1900 i 1907 roku
- budynek IV Liceum Ogólnokształcącego – secesyjny, wzniesiony w 1902 roku
- budynek Opery Śląskiej – wzniesiony w latach 1899–1903 w stylu neoklasycystycznym
- secesyjny Budynek Królewskiego Instytutu Higieny z lat 1902–1905, rozbudowany w 1912 roku
- secesyjna kamienica przy ul.Krawieckiej 3 z 1904 roku
- kamienica przy ul. Stanisława Witczaka 80 z około 1905 roku
- secesyjna kamienica przy ul. Dworcowej 22 z 1905 roku
- budynek Hotelu Reichshof przy ul. Dworcowej 19 z 2. połowy XIX wieku, przebudowany w 1905 roku
- budynek spalarni śmieci z maszynownią i komin maszynowni w dawnej oczyszczalni ścieków z 1905 roku
- zespół zabudowy pl. Akademickiego z lat 1905–1926
- budynek Poczty – neorenesansowy wybudowany w latach 1905–1909
- Nowa Kolonia Robotnicza – kolonia robotnicza w Bobrku wzniesiona w latach 1907–1922
- secesyjna kamienica przy ul. Dworcowej 10, przebudowana w latach 1906–1908
- budynki w zespole dawnej kopalni Preussen z 1908 roku
- kościół św. Jacka – neoromański, wzniesiony w latach 1908–1911
- remiza strażacka w Łagiewnikach z 1911 roku
- budynek Urzędu Miejskiego z lat 1915–1916, pierwotnie siedziba sądu cywilnego
- cmentarz Jeruzalem w Rozbarku założony w 1920 roku
- wieża wyciągowa szybu Krystyna Kopalni Węgla Kamiennego Szombierki z 1929 roku
- budynek I LO – ekspresyjny wzniesiony w 1929 roku
- budynek Muzeum Górnośląskiego wzniesiony w latach 1929–1930
- modernistyczny budynek poczty z 1931 roku
- dom pogrzebowy z 1933 roku
- zakład kąpielowy z 1934 roku
- wieża ciśnień z 1935 roku
- nastawnia bramowa „Bt” z 1935 roku

### Pomniki
Lista pomników i tablic upamiętniających:
- Pomnik „Lew śpiący” na Rynku, autorstwa Theodora Kalidego
- Pomnik „Świetlika” przy ul. DworcowejPopiersie Fryderyka Chopina przed Operą Śląską

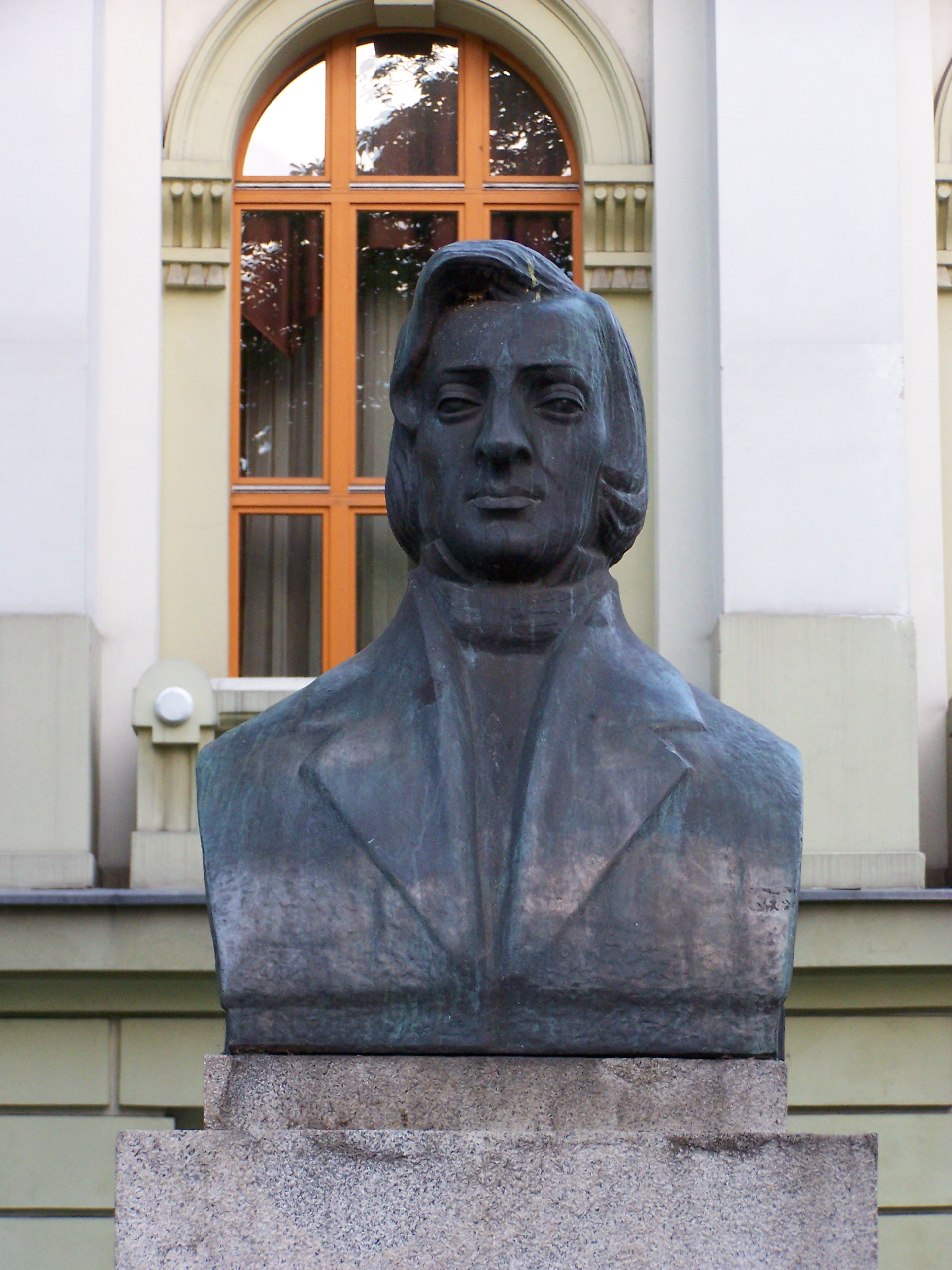
Popiersie Fryderyka Chopina przed Operą Śląską

- Pomnik Fryderyka Chopina na placu Sikorskiego, przed Operą Śląską
- Pomnik Stanisława Moniuszki
- Pomnik Wolności przy ul. Kraszewskiego
- Pomnik „Chłopiec na niedźwiedziu”
- Pomnik Ofiar terroru komunistycznego przed Urzędem Miejskim
- Pomnik ks. Jerzego Popiełuszki przy kościele Podwyższenia Krzyża Świętego
- Pomnik Karin Stanek przy Bytomskim Centrum Kultury
- Tablica upamiętniająca zburzenie bytomskiej synagogi w noc kryształową przy pl. Grunwaldzkim
- Tablica upamiętniająca istnienie w latach międzywojennych Polskiego Konsulatu Generalnego w Bytomiu przy ul. Gliwickiej
- Tablica upamiętniająca działanie Domu Polskiego „Ul”
- Pomnik Fryderyka II Wielkiego na koniu (nie istnieje)
- Pomnik Bismarcka w parku miejskim (nie istnieje)
- Pomnik poległych bojowników Selbstschutzu (nie istnieje)
- Pomnik upamiętniający mieszkańców powiatu bytomskiego poległych w wojnie francusko-pruskiej 1870–1871 (nie istnieje)
- Pomnik mieszkańców Rozbarku poległych w I wojnie światowej (nie istnieje)

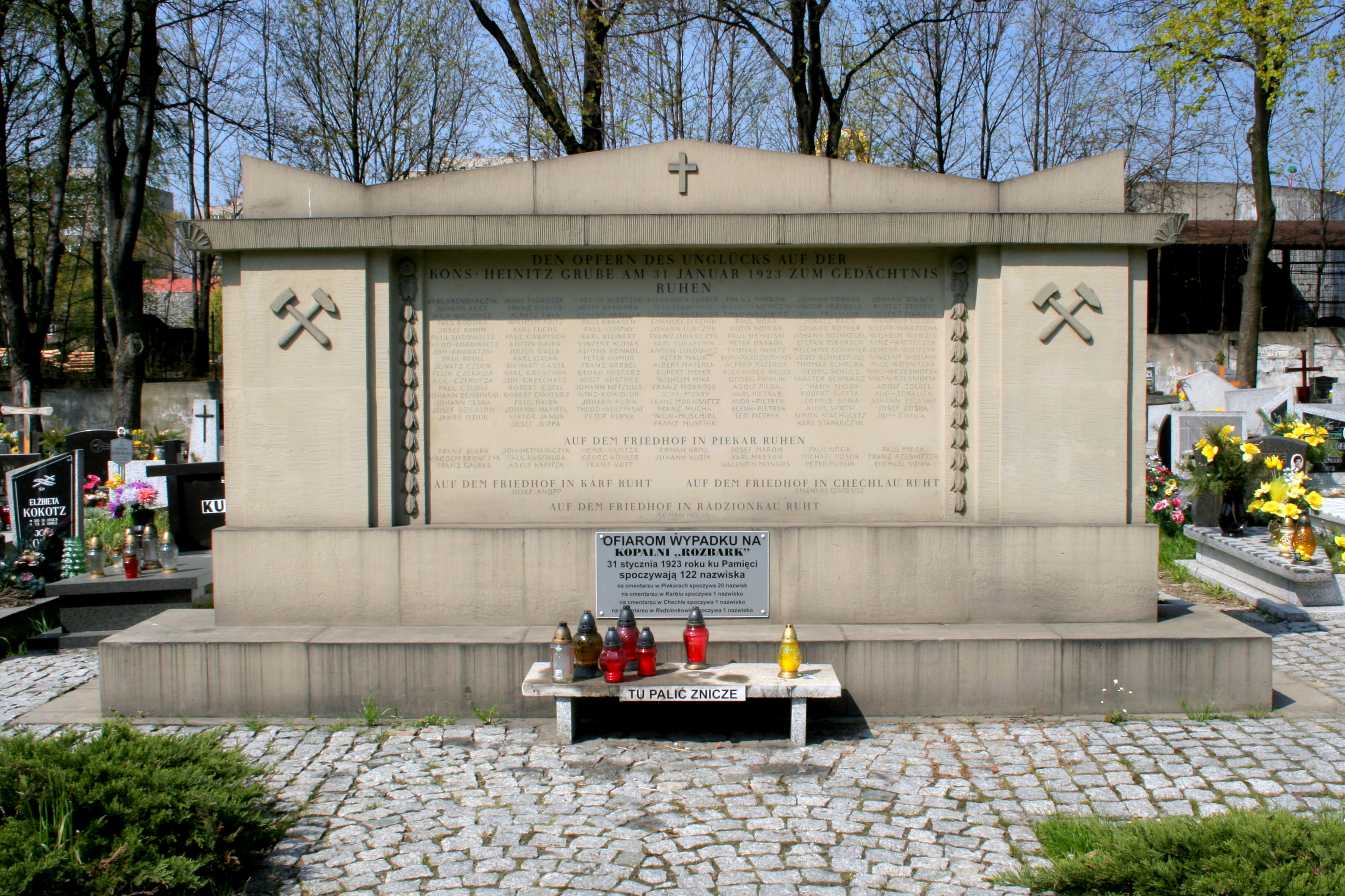
Pomnik ku pamięci 150 ofiar wypadku na kopalni Heinitz (Rozbark)

- Pomnik ku pamięci 150 ofiar wypadku na kopalni Heinitz (Rozbark) 31 stycznia 1923 roku
- Pomnik żołnierzy Ententy zmarłych w niewoli niemieckiej
- Pomnik Horsta Wessela (nie istnieje)
- Pomnik żołnierzy 156 Pułku Piechoty poległych w I wojnie światowej (nie istnieje)
- Pomnik Karola Świerczewskiego Waltera (nie istnieje)
- Pomnik prezydenta Rzeszy Friedricha Eberta (nie istnieje)

## Kultura i rozrywka

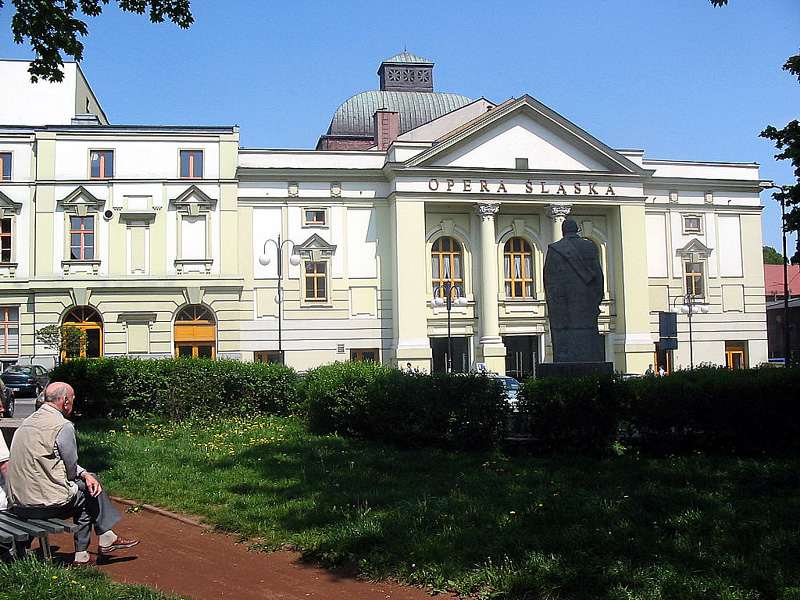
Opera Śląska

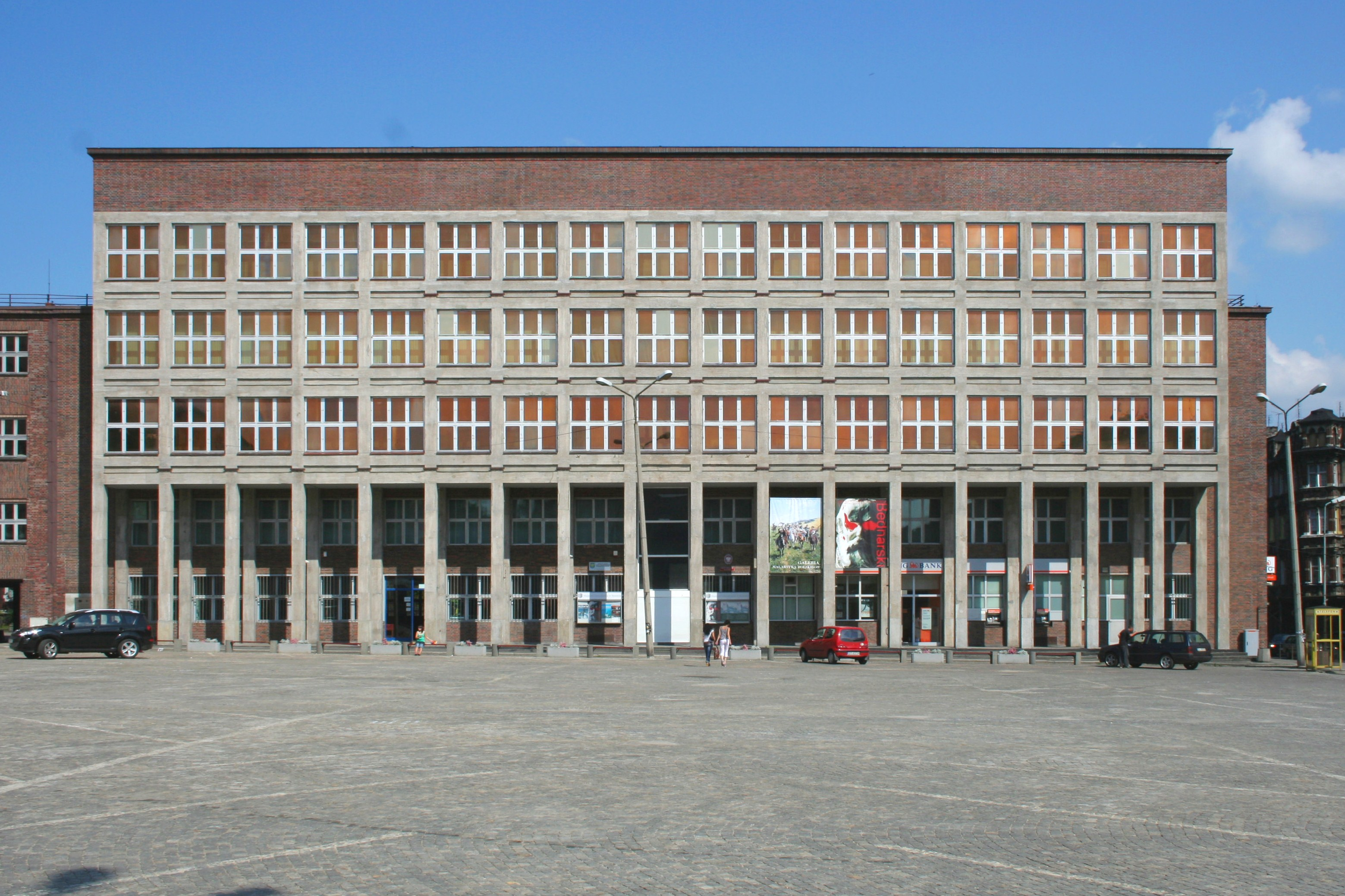
Budynek główny Muzeum Górnośląskiego przy pl. Jana III Sobieskiego

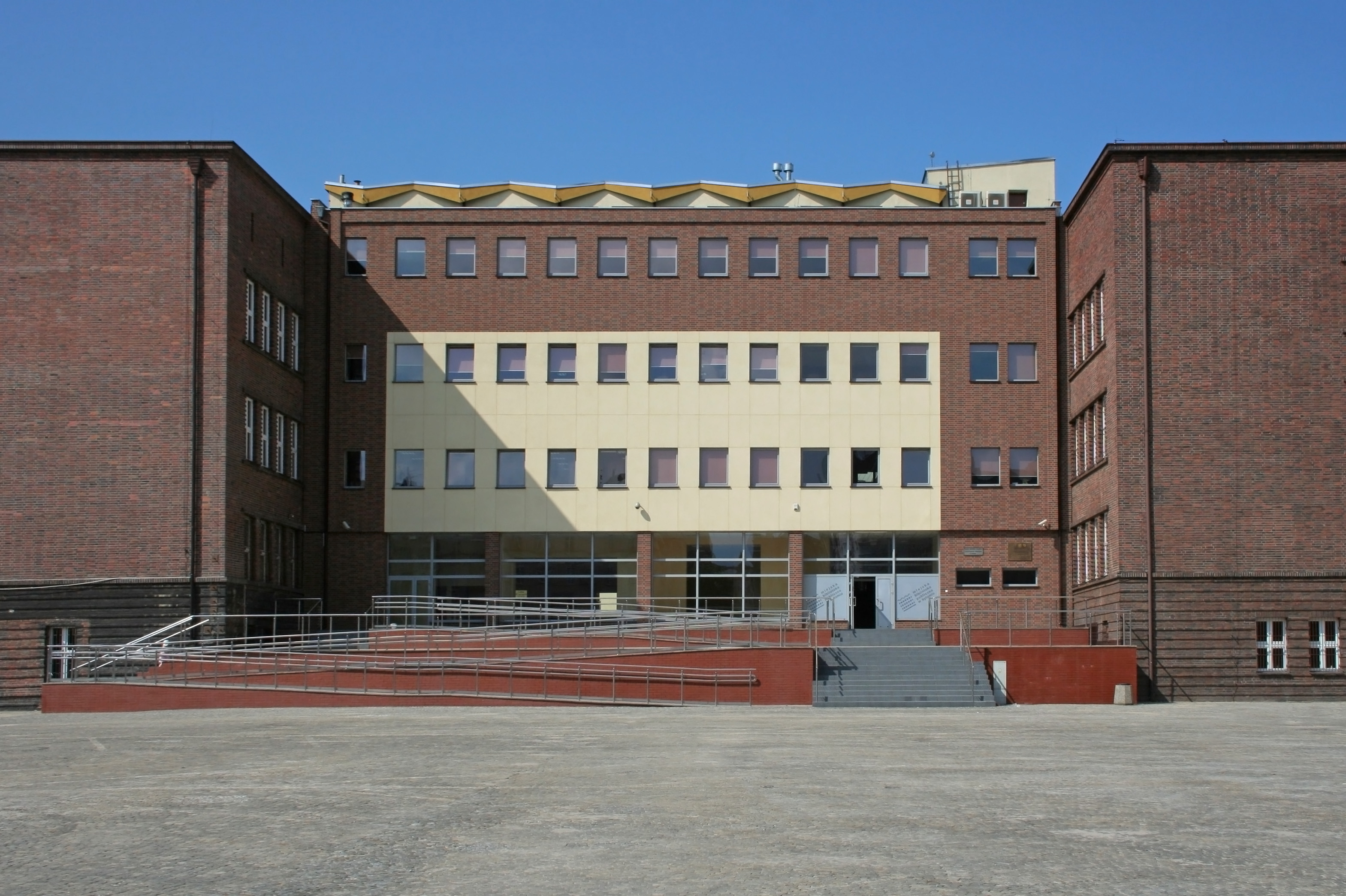
Gmach Biblioteki Miejskiej przy pl. Jana III Sobieskiego

### Kina
- Cinema City (CH Agora Bytom)
- BCKino (BCK)

### Teatr i opera[65]
- Opera Śląska
- Wydział Teatru Tańca w Bytomiu Akademii Sztuk Teatralnych im. Stanisława Wyspiańskiego w Krakowie
- Teatr Tańca i Ruchu Rozbark (były Śląski Teatr Tańca)
- Teatr Górnośląski

### Chóry
- Chór Mieszany pw. św. Grzegorza Wielkiego

### Biblioteki
- Miejska Biblioteka Publiczna w Bytomiu

### Muzea
- Muzeum Górnośląskie

### Galerie
- Centrum Sztuki Współczesnej Kronika
- Śląska Galeria Sztuki
- Galeria Sztuki Użytkowej Stalowe Anioły
- Galeria „Rotunda” MBP
- Galeria „Suplement”
- Galeria/Restauracja „Klub Brama”
- Galeria „Pod Czaplą”
- Galeria „Stara Platforma”
- Galeria „Pod Sztrychem” przy Młodzieżowym Domu Kultury – ul. Powstańców Warszawskich 12
- Galeria Sztuki „Od Nowa 2”
- Galeria SPAP „Plastyka” – Galeria „Kolor”
- Galeria „Stowarzyszenia.Rewolucja.Art.Pl”
- Galeria Pojazdów Zabytkowych

### Inne instytucje kultury
- Bytomskie Centrum Kultury
- 2 Młodzieżowe Domy Kultury
- Towarzystwo Społeczno-Kulturalne Niemców Woj. Śląskiego – Oddział Bytom

### Imprezy cykliczne
- Bytom Film Festival
- Bytomska Noc Świętojańska
- Poetycki Konkurs im. Stanisława Horaka
- Bytomska Jesień Literacka
- Bytomski Półmaraton
- Dni Bytomia
- Festiwal Dziwnie Fajne
- Festiwal Muzyki Nowej
- Festiwal Piosenki Poetyckiej „Kwiaty na kamieniach”
- Festiwal Teatralny Teatromania
- Festiwal im. Grzegorza Gerwazego Gorczyckiego
- Międzynarodowa Konferencja Tańca Współczesnego
- Międzynarodowy Konkurs Wokalistyki Operowej im. Adama Didura
- Ogólnopolski Festiwal Fagotowo-Obojowy im. Wiktora Osadzina i Edwarda Mandery
- Międzynarodowy Festiwal Plastikowych Modeli Redukcyjnych
- Bytomski Jarmark Staroci w Szombierkach
- Światowy Zjazd Bytomian

## Media

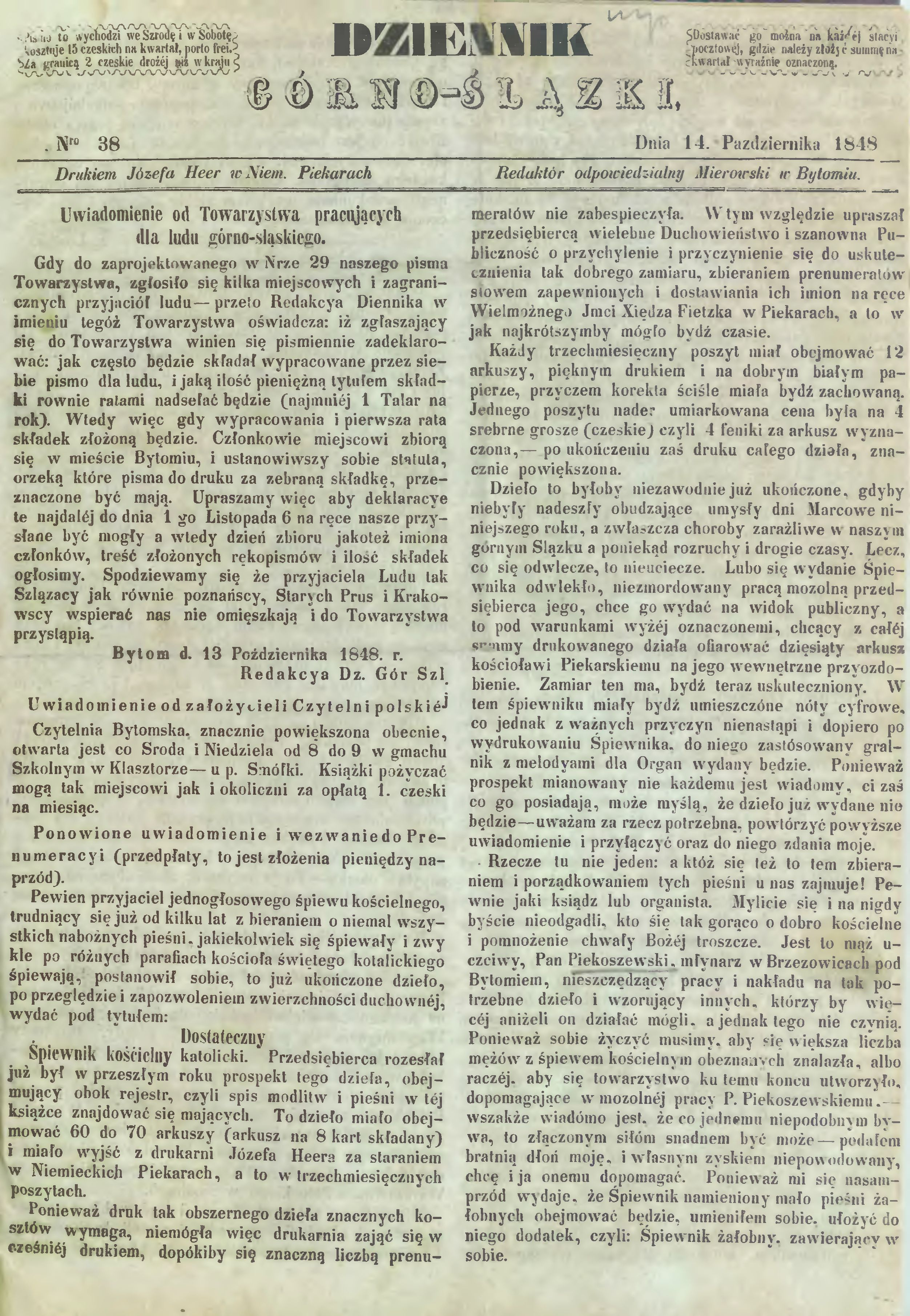
Strona tytułowa Dziennika Górnośląskiego z 1848 r.

### Istniejące

#### Prasa
W mieście wydawane jest kilka gazet lokalnych:
- Gazeta Bytomska (http://gazetabytomska.pl) – tytuł ogólnodostępny
- Życie Bytomskie – tygodnik, nakład 9 tys. egz. – wydawany od 1956 roku
- Bytomski.pl – tygodnik, nakład 8 tys. egz. – wydawany od 24 stycznia 2014 roku
- Nasze Miasto

#### Internet
- bytom.pl miejski portal informacyjny publikujący informacje z dziedziny: aktualności, kultury, sportu i wydarzeń. Działający od 1997 roku.
- Biuletyn Informacji Publicznej zawierający między innymi uchwały Rady Miejskiej, zarządzenia Prezydenta oraz wiele innych informacji publicznej.
- Bytomski.pl – Portal informacyjny z najpopularniejszym forum tematycznym w Bytomiu. Działający od 2006 roku.
- Stolarzowice.info – Portal informacyjny dla mieszkańców dzielnic Stolarzowice i Górniki. Działający od 2009 roku.
- https://mojbytom.pl – portal informacyjny należący do sieci Silesia.info.pl
- bytom.naszemiasto.pl
- http://gazetabytomska.pl
- Infobpi.pl – Bytomski Portal Informacyjny

### Nieistniejące

#### Prasa
- Kurier Bytomski
- Merkuriusz
- Dziennik Górnośląski
- Bytomska Gazeta Miejska – zlikwidowana w 2012 roku
- Bytomski.pl Tygodnik – bezpłatna gazeta wydawana przez serwis Bytomski.pl w okresie od stycznia 2014 r. do stycznia 2015 r.

#### Radio
- Radio Rodło Bytom – do 2013 roku istniało pod nazwą Planeta FM

## Opieka zdrowotna

### Szpitale publiczne[66]
- Szpital Specjalistyczny nr 1 w Bytomiu przy Stefana Żeromskiego 7
- Szpital Specjalistyczny nr 2 w Bytomiu przy Stefana Batorego 15
- Wojewódzki Szpital Specjalistyczny nr 4 w Bytomiu przy Alei Legionów 10

## Edukacja i nauka

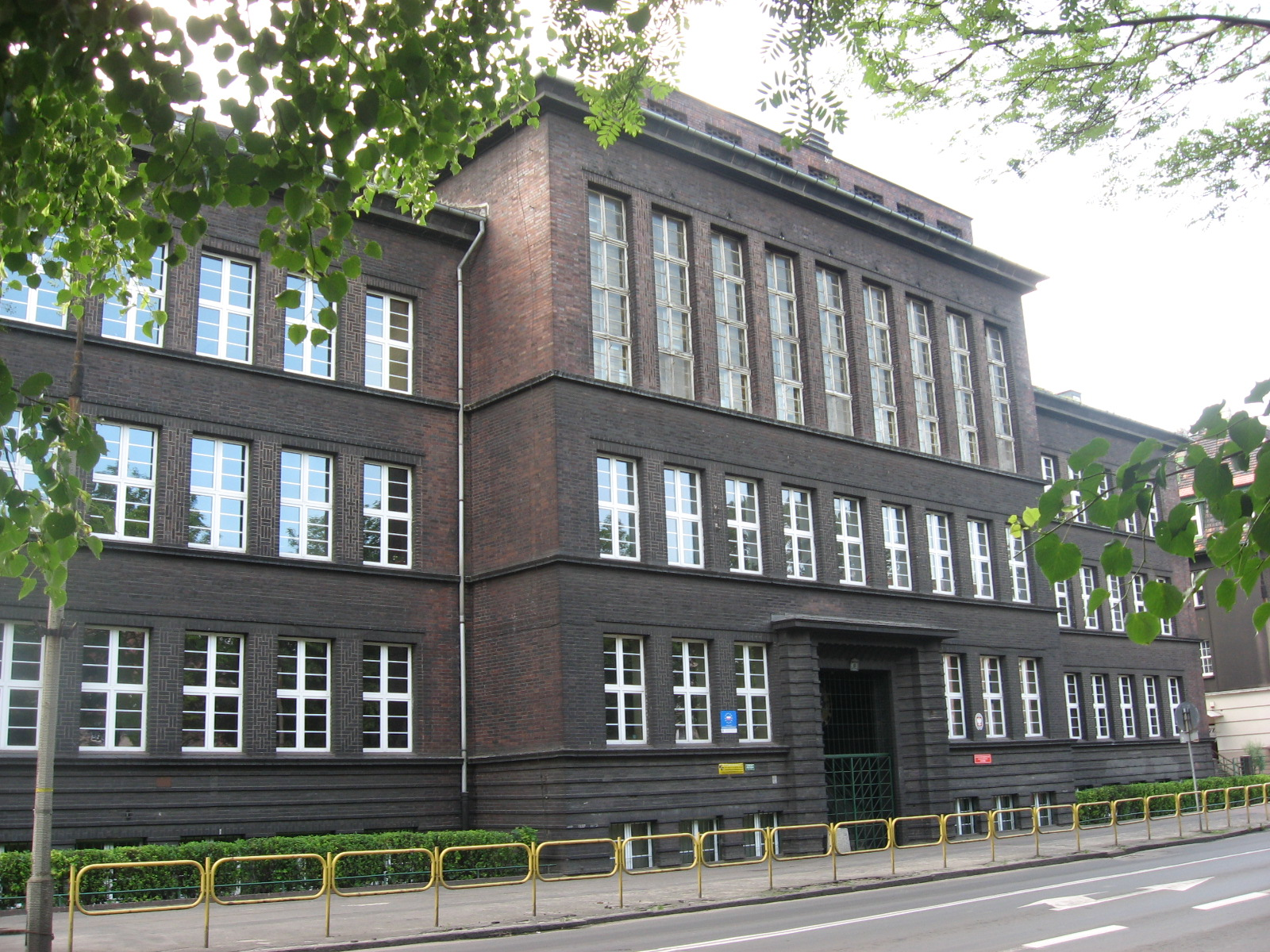
I LO im. Jana Smolenia

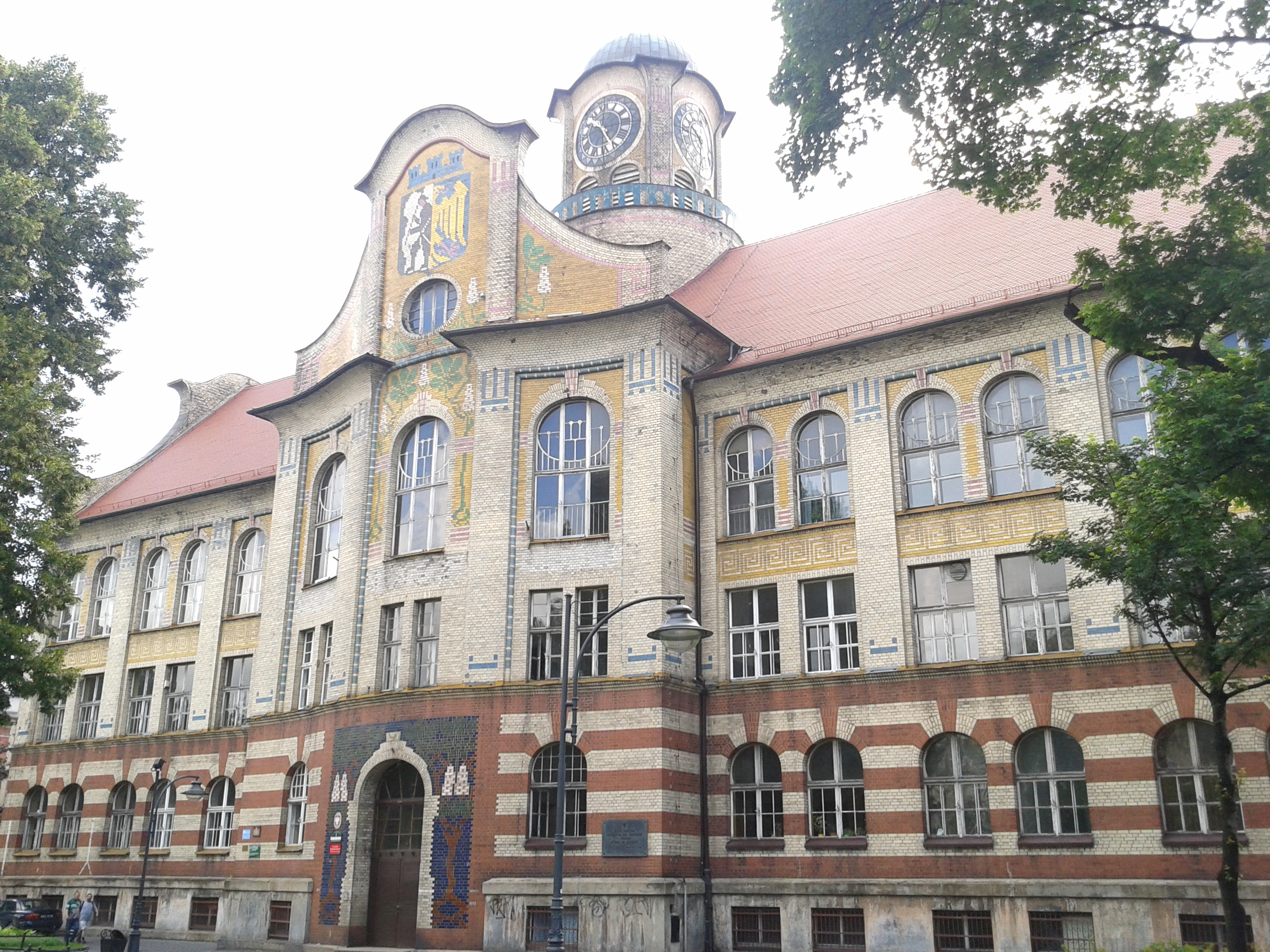
IV LO im. Bolesława Chrobrego

Obecnie w mieście istnieją 2 żłobki, 43 przedszkola, 27 szkół podstawowych i 34 szkoły średnie w tym 11 liceów ogólnokształcących (m.in. I Liceum Ogólnokształcące im. Jana Smolenia, II Liceum Ogólnokształcące im. Stefana Żeromskiego, IV Liceum Ogólnokształcące im. Bolesława Chrobrego, X Liceum Ogólnokształcące im. Powstańców Śląskich przy Państwowych Szkołach Budownictwa oraz V Liceum Ogólnokształcące (o profilu sportowym: judo, lekkoatletyka, hokej) im. Kamili Skolimowskiej), 9 techników (m.in. Zespół Szkół Mechaniczno – Elektronicznych) i 7 branżowych szkół I stopnia. W Bytomiu działają także dwie szkoły artystyczne – Ogólnokształcąca Szkoła Baletowa im. L. Różyckiego oraz Ogólnokształcąca Szkoła Muzyczna I i II stopnia im. Fryderyka Chopina w Bytomiu.
W Bytomiu istnieją również uczelnie wyższe:
- Polsko-Japońska Wyższa Szkoła Technik Komputerowych, Wydział Zamiejscowy Informatyki w Bytomiu
- Śląski Uniwersytet Medyczny, Wydział Zdrowia Publicznego w Bytomiu
- Akademia Sztuk Teatralnych im. Stanisława Wyspiańskiego w Krakowie – Wydział Teatru Tańca w Bytomiu
- Kolegium Nauczycielskie w Bytomiu

## Turystyka

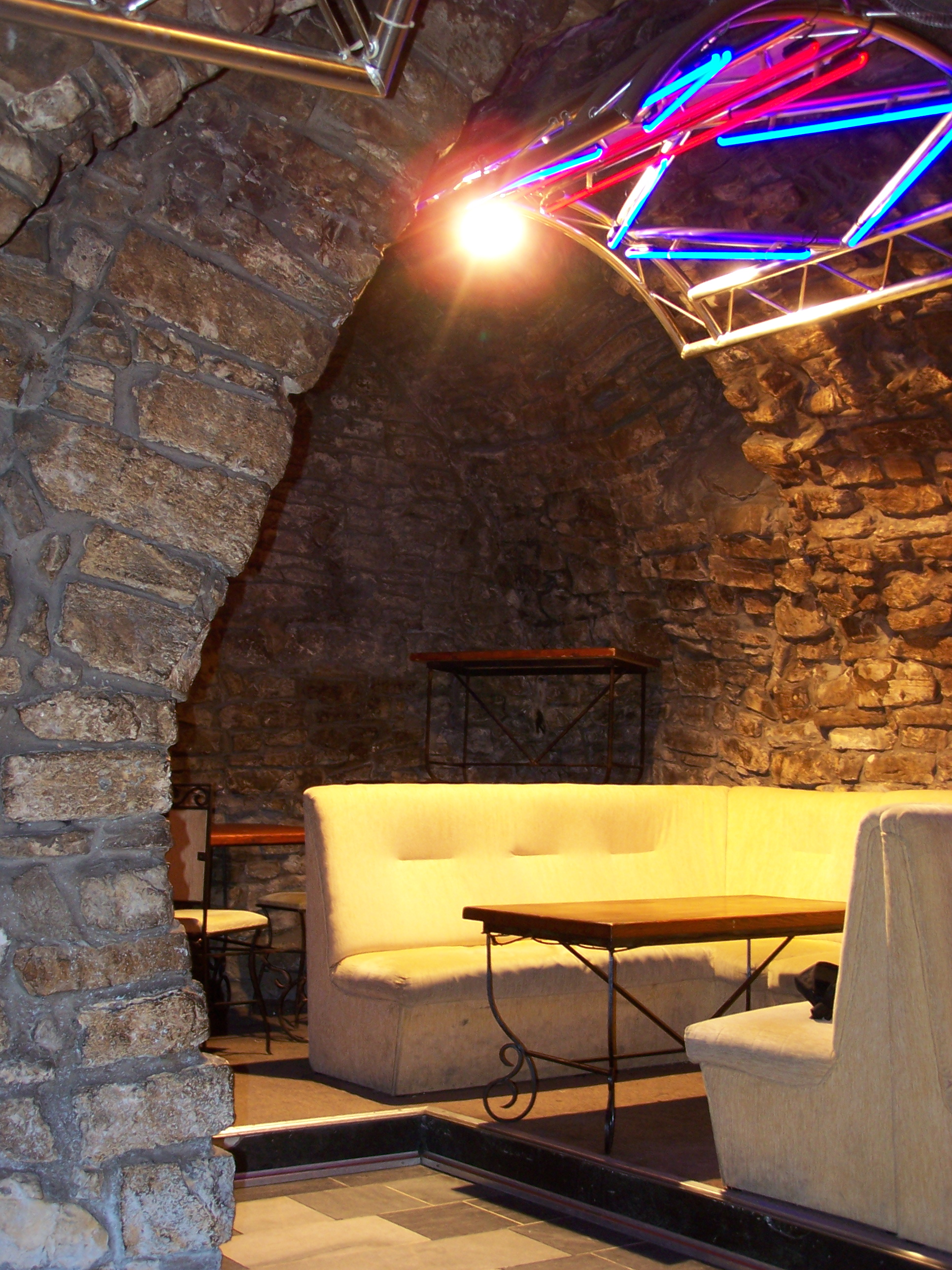
Piwnice Domu Gorywodów

### Atrakcje turystyczne
- Stare Miasto liczące ponad 750 lat
- Rezerwat drzew bukowych Segiet w Suchej Górze
- Rezerwat ptactwa wodnego Żabie Doły pomiędzy Bytomiem, Chorzowem i Brzezinami Śląskimi
- Całoroczne centrum sportowo-rekreacyjne Dolomity Sportowa Dolina w wyrobisku nieczynnego kamieniołomu „Blachówka” w Suchej Górze
- Turystyczna linia kolei wąskotorowej Bytom – Miasteczko Śląskie
- Najstarszy regularnie kursujący tramwaj w Polsce – Konstal N z 1949 roku na linii 38 (zabytkoey wagon kursuje w soboty i niedziele.)

### Szlaki turystyczne
Znakowane:
- – Szlak Husarii Polskiej
- – Szlak Powstańców Śląskich
- – Szlak im. Zygmunta Kleszczyńskiego
- – Szlak Tysiąclecia

Spacerowe:
- – Bytom – szlakiem tradycji i kultury
- – Spacer po starym mieście

Ścieżki dydaktyczne:
- – Ciekawe drzewa Lasu MiechowickiegoStaw Brandka, Bytom-Miechowice

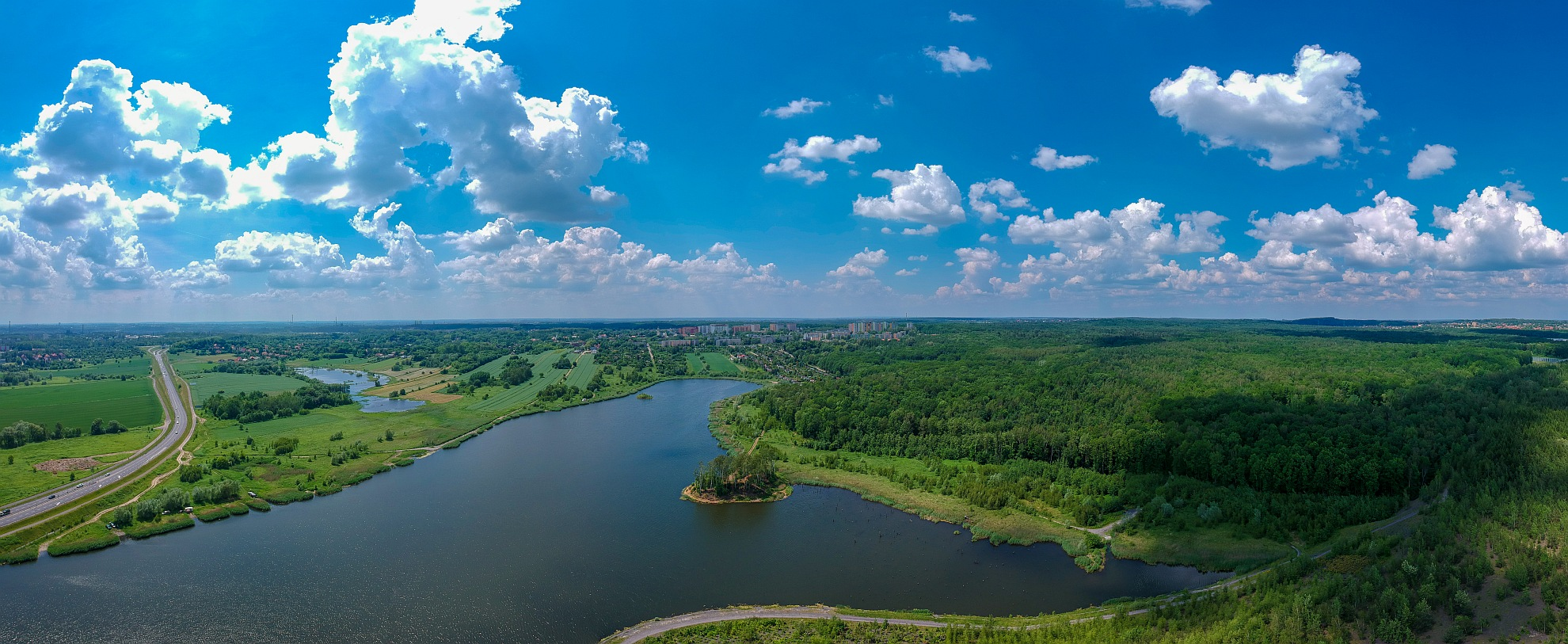
Staw Brandka, Bytom-Miechowice

- – Ścieżka dydaktyczna „Las Segiecki”

Pozostałe:
- – Szlak Zabytków Techniki

### Baza noclegowa
W mieście funkcjonuje coraz większa baza noclegowa. Najstarszym hotelem jest dwugwiazdkowy „Bristol” działający w zabytkowej kamienicy Hotelu „Sanssouci” z 1858 roku przy ul. Dworcowej 16.
Oprócz niego w mieście działa Hotel „Bytom” przy ul. Zabrzańskej 110, Hotel „Royal Inn” przy ul. Strzelców Bytomskich 87a, „Seven Hotel” przy ul. Musialika 7, Hotel Lantier przy ul. Krzyżowej 24, Motel „Tramp” przy ul. Dolnej 2 oraz Pensjonat Dolomity Sportowa Dolina przy ul. Blachówka 94 w Suchej Górze.

## Wspólnoty wyznaniowe

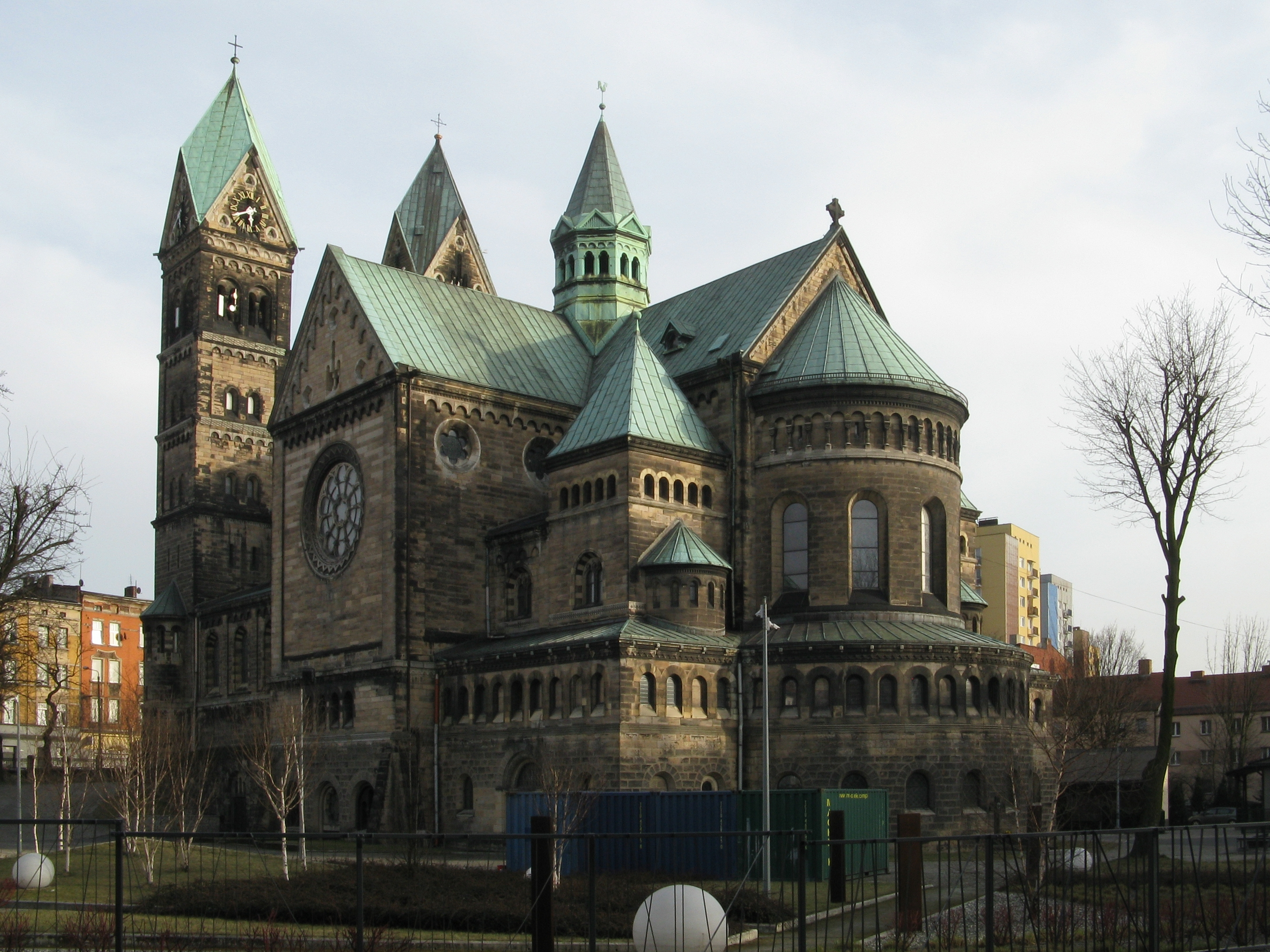
Kościół rzymskokatolicki św. Jacka

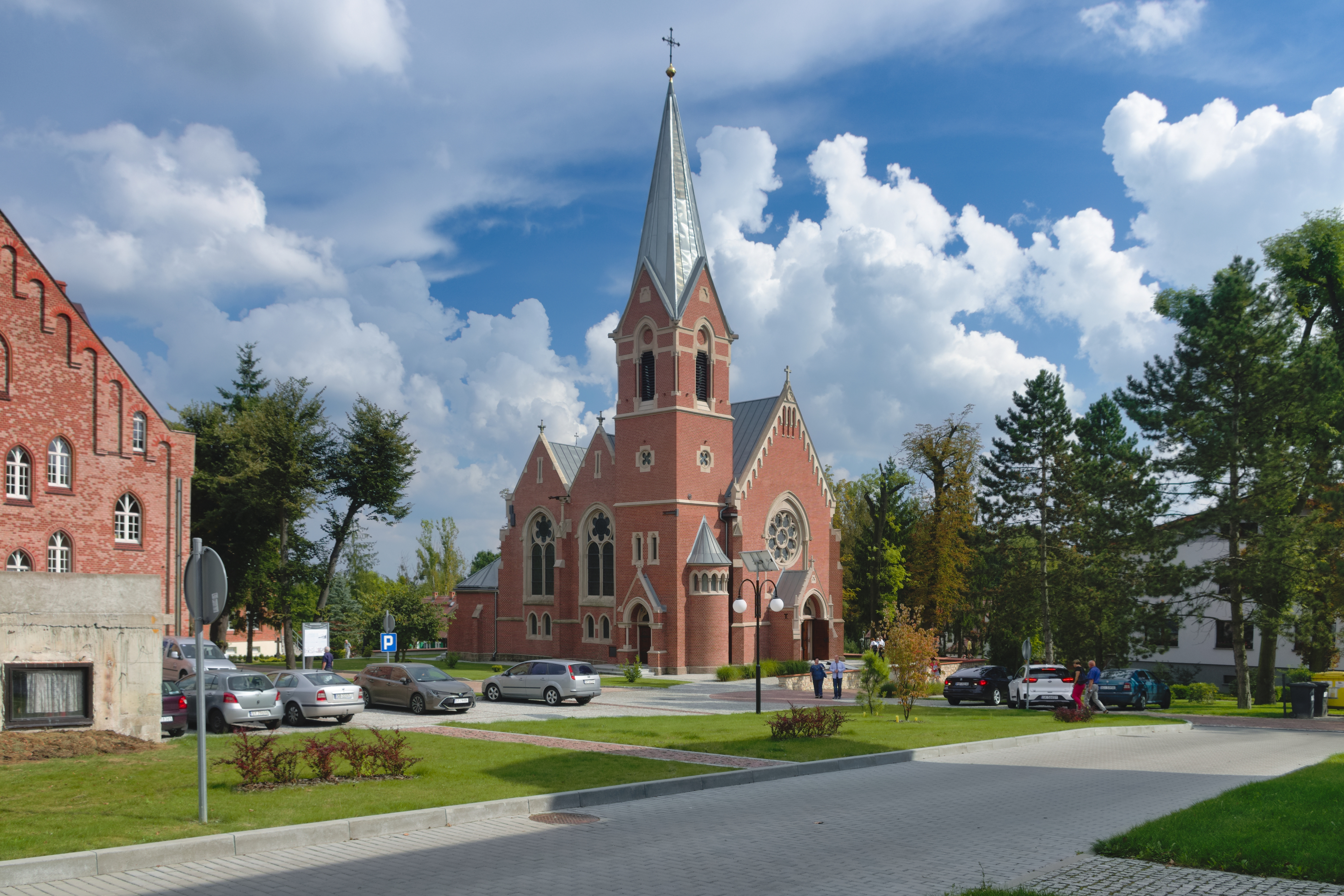
Kościół ewangelicko-augsburski w Bytomiu-Miechowicach

Na terenie Bytomia jest 18 parafii rzymskokatolickich, z czego 17 parafii należy do 2 dekanatów: Bytom oraz Bytom-Miechowice w diecezji gliwickiej, natomiast parafia św. Jana Nepomucena w Łagiewnikach należy do dekanatu Świętochłowice, w archidiecezji katowickiej.
W Kościele Ducha Świętego przy ulicy Krakowskiej, będącym kościołem filialnym bytomskiej fary, od 2005 roku można wysłuchać Mszy św. w nadzwyczajnej formie rytu rzymskiego (tzw. przedsoborowej).
W listopadzie 2022 powstała greckokatolicka parafia św. Dymitra w Bytomiu (obrządku bizantyjsko-ukraińskiego). Jej nabożeństwa są prowadzone w budynku kościoła rzymskokatolickiego św. Barbary (dolny kościół).
W latach 1982–1990 w Bytomiu funkcjonowała należąca do Kościoła Starokatolickiego Mariawitów parafia Miłosierdzia Bożego. Obecnie mariawici z Bytomia należą do Parafii Matki Boskiej Różańcowej w Sosnowcu. Znajduje się tu również siedziba parafii Katolickiego Kościoła Narodowego w RP pw. św. Ojca Pio.
W mieście działają także następujące kościoły protestanckie: Centrum Chrześcijańskie Kanaan (Kościół Lokalny w Bytomiu), Chrześcijańska Wspólnota Ewangeliczna (placówki misyjne Bytom I i Bytom II), Kościół Adwentystów Dnia Siódmego w RP (zbór w Bytomiu), Kościół Boży w Polsce (Kościół Boży w Bytomiu), Kościół Chrześcijan Baptystów w RP (zbór w Bytomiu), Kościół Chrześcijan Wiary Ewangelicznej w RP (zbór w Bytomiu), Kościół Ewangelicko-Augsburski w RP (parafie Bytom oraz Bytom-Miechowice), Kościół Ewangelicko-Metodystyczny w RP (parafia w Bytomiu), Kościół Reformowany Adwentystów Dnia Siódmego (zbór w Bytomiu), Kościół Wolnych Chrześcijan w RP (zbór w Bytomiu) oraz Mesjańskie Zbory Boże (zbór w Bytomiu).
Działalność prowadzą także wyznania restoracjonistyczne: 9 zborów Świadków Jehowy i Świecki Ruch Misyjny „Epifania”.
W mieście funkcjonuje również ośrodek buddyzmu Diamentowej Drogi.
W Bytomiu istniała Gmina Wyznaniowa Żydowska, która początkowo korzystała z niewielkiego domu modlitwy, a w 1810 otwarła synagogę, która została zastąpiona wybudowaną w latach 1868–1869 nową synagogą, istniejącą do czasu jej zniszczenia w czasie nocy kryształowej w 1938. Po zakończeniu II wojny światowej bytomscy Żydzi otwarli salę modlitwy w budynku przy pl. Grunwaldzkim 6. Gmina Wyznaniowa Żydowska w Bytomiu funkcjonowała jako samodzielna jednostka do 1992, kiedy została przekształcona w filię Gminy Wyznaniowej Żydowskiej w Katowicach i prowadziła działalność w tej formie do czasu jej likwidacji w 2017.

## Sport i rekreacja

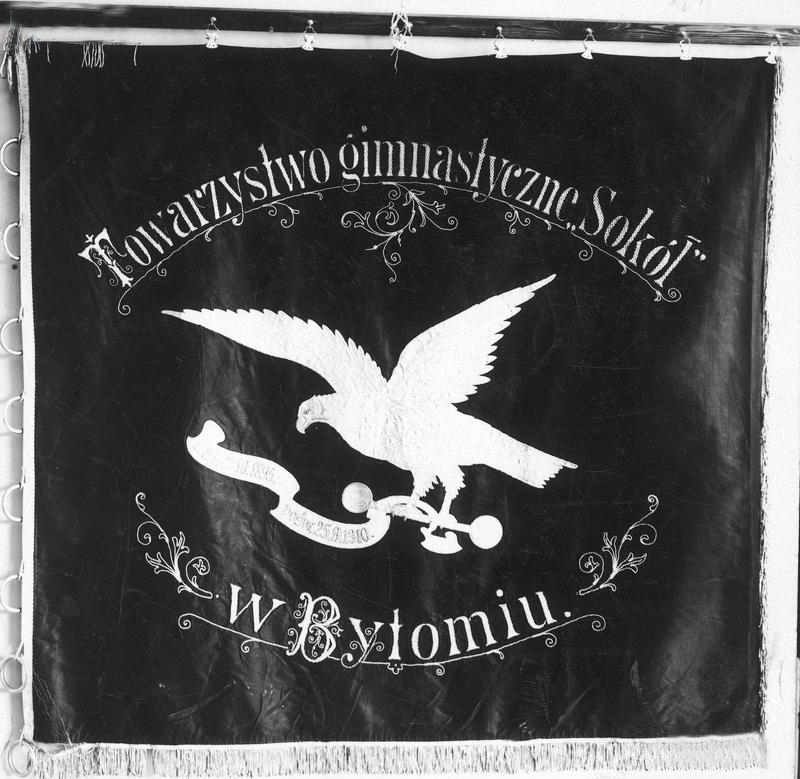
Sztandar najstarszego na Górnym Śląsku Towarzystwa Gimnastycznego „Sokół” w Bytomiu. Założone zostało w mieście w 1895 roku.

25 września 1895 roku w mieście zawiązało się Towarzystwo Gimnastyczne „Sokół” w Bytomiu pierwsza na Górnym Śląsku oraz trzecia po TG „Sokół” we Wrocławiu i TG „Sokół” w Żywcu sekcja gimnastyczna Polskiego Towarzystwa Gimnastycznego „Sokół” utworzona na terenie Śląska. Gniazdo założone zostało w Bytomiu przez robotnika Józefa Tucholskiego. W 1920 roku miejskie gniazdo organizacji liczyło 154 członków, a w całym okręgu bytomskim towarzystwa było 2077 członków tej organizacji.
Najważniejszym obiektem sportowym jest Stadion Miejski im. Edwarda Szymkowiaka, na którym rozgrywa spotkania piłkarskie Polonia Bytom. Stadion powstał w roku 1929, obecnie jest w przebudowie. Znajduje się przy ulicy Olimpijskiej 2. Aktualna pojemność: 6000 miejsc, w tym 1500 zadaszonych. Moc oświetlenia 1840 luksów. Wymiary boiska 106 na 78 m, płyta podgrzewana. Obok stadionu mieszczą się budynek klubowy i boiska treningowe.
Piłkarze Szombierek Bytom rozgrywają mecze na stadionie klubowym w dzielnicy Szombierki przy ulicy Modrzewskiego 3. Stadion ten oddany został do użytku w roku 1968. W 2009 roku przeprowadzono jego modernizację – głównie zadaszenie, wstawiono 500 krzesełek, a w 2011 roku naprawiono historyczny zegar. Teoretyczna pojemność widowni to 20 tys. miejsc, z czego wykorzystywanych jest jednak tylko 1000 (500 krzesełek), brak sztucznego oświetlenia, wymiary boiska 105 na 66 m. Stadion jest częścią ośrodka sportowo-rekreacyjnego zajmującego 27 hektarów terenu.
Turnieje tenisowe odbywają się na kortach KS Górnik Bytom.
Mecze hokeja na lodzie, zarówno męskiej, jak i kobiecej drużyny TMH Polonia Bytom odbywają się na Sztucznym Lodowisku Ośrodka Sportu i Rekreacji przy ulicy Pułaskiego 71.

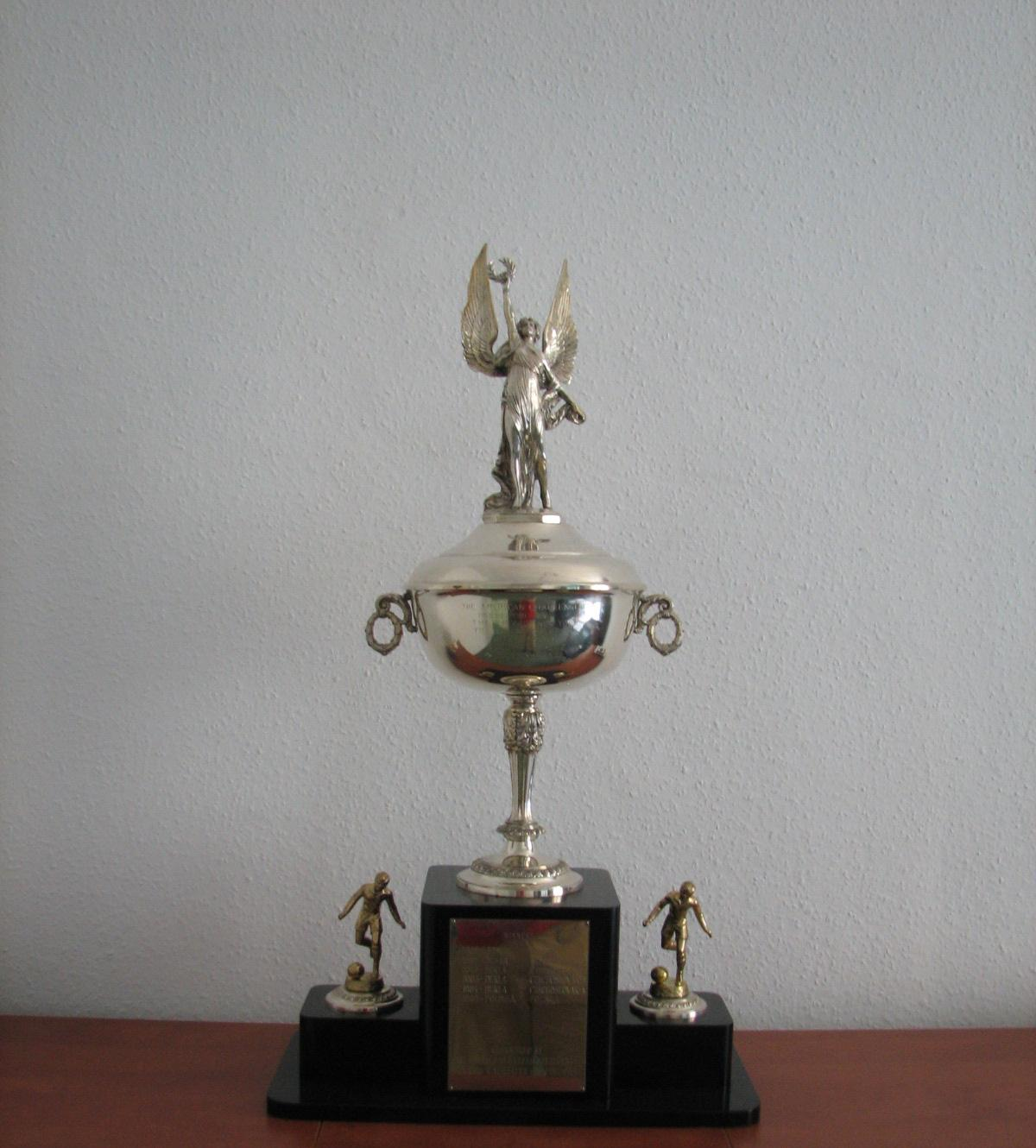
Puchar Ameryki

- Lista klubów sportowych z Bytomia:
  - Polonia Bytom – klub piłkarski występujący w sezonie 2025/2026 w  I lidze[101]; dwukrotny mistrz Polski (1954, 1962), czterokrotny wicemistrz Polski, trzykrotny finalista Pucharu Polski, zdobywca Pucharu Rappana i Pucharu Ameryki, najbardziej utytułowany klub piłkarski w Bytomiu.
  - TMH Polonia Bytom – klub hokeja na lodzie występujący w hokejowej I lidze; sześciokrotny Mistrz Polski (1984, 1986, 1988, 1989, 1990, 1991), trzykrotny wicemistrz Polski. W klubie grali olimpijczycy i reprezentanci Polski w hokeju na lodzie m.in. Mariusz Puzio czy Krzysztof Kuźniecow. Drużyna żeńska czternastokrotnie wywalczyła tytuł mistrzyń Polski w hokeju na lodzie[102].
  - Szombierki Bytom – klub piłkarski mający na swoim koncie jedno mistrzostwo Polski (1980) oraz jedno wicemistrzostwo Polski, w sezonie 2025/2026 występuje w IV lidze (grupa śląska)[103].
  - Czarni Bytom – obecnie działają dwie sekcje: rugby oraz judo, w latach świetności istniała również drużyna piłkarska. Sekcja judo należy do najlepszych w Polsce, w swym gronie ma również olimpijczyków. Rugbiści z kolei swoje najlepsze lata mają już za sobą i obecnie skupiają się na szkoleniu młodzieży, swego czasu był to czołowy klub w Polsce (Mistrzostwo Polski w 1959 roku oraz wicemistrzostwo w 1957 i 1960 oraz zdobywca Pucharu Polski w 1982 roku).
  - Górnik Bytom – klub tenisa ziemnego, w swych szeregach ma wielu utalentowanych i utytułowanych wychowanków. Organizuje turnieje zarówno rangi krajowej, jak i międzynarodowej.
  - Silesia Miechowice – klub sportowy posiadający sekcje piłki nożnej. Do 2013 roku działała również w klubie sekcja tenisa stołowego, której zawodnicy w sezonie 2011/12 zdobyli brązowy medal drużynowych Mistrzostw Polski oraz dwukrotnie (2012, 2013) Puchar Polski. Drużyna piłkarska w sezonie 2025/2026 występuje w klasie okręgowej (grupa śląska I)[104]. Największym sukcesem piłkarzy jest awans do 1/8 finału Pucharu Polski edycji 1968/69.
  - MLKS Czarna Strzała Bytom – znany w Polsce, odnoszący sukcesy klub łuczniczy. Wychowankiem klubu jest Olimpijka Małgorzata Sobieraj. Klub ma też sporo utalentowanych juniorów.
  - WTS Polonia Bytom – klub piłki wodnej, pięciokrotny Mistrz Polski (1947, 1950, 1959, 1964, 2020) oraz zdobywca Pucharu Polski w roku 2020 i 2022.
  - Zefir Bytom – narty wodne.
  - TTS Polonia Bytom – klub tenisa stołowego (sekcja przejęta od Silesii Miechowice) grający obecnie w rozgrywkach Superligi. W sezonie 2013/14, 2015/2016 i 2023/2024 klub zdobył brązowy medal drużynowych Mistrzostw Polski, trzykrotny zdobywca Pucharu Polski (2014, 2017, 2019).
  - BS Polonia Bytom – klub koszykarski grający obecnie w rozgrywkach II ligi.
  - GKS Rozbark – klub piłkarski, grający w sezonie 2025/2026 w klasie A[105].
  - Czarni Sucha Góra – klub piłkarski, grający w sezonie 2025/2026 w klasie A[105].
  - Rodło Górniki – klub piłkarski, grający w sezonie 2025/2026 w klasie A[105]. Najbardziej znanymi wychowankami tego klubu są Józef Wandzik i Martin Max.
  - Nadzieja Bytom – klub piłkarski, grający w sezonie 2025/2026 w klasie A[105].
  - Tempo Stolarzowice – klub piłkarski, grający w sezonie 2025/2026 w klasie B[106].
  - Bobrek Karb Bytom – klub piłkarski, grający w sezonach 2001/02 oraz 2002/03 w IV lidze. Obecnie klub nie istnieje.
  - ŁKS Łagiewniki – klub piłkarski w sezonie 2014/15 grający na poziomie ligi okręgowej. Obecnie klub nie istnieje.

Lista sportowców bytomskich:
- Edward Ambrosiewicz – piłkarz Szombierek Bytom
- Zygmunt Anczok – piłkarz Polonii Bytom i reprezentacji narodowej w piłce nożnej, olimpijczyk
- Henryk Apostel – piłkarz Rozbarku Bytom i Polonii Bytom, wiceprezes PZPN do spraw szkolenia
- Mariusz Bacik – koszykarz Bobrów Bytom
- Jan Banaś – piłkarz Polonii Bytom i reprezentacji narodowej w piłce nożnej
- Bogusław Cygan – piłkarz Szombierek Bytom, Polonii Bytom, król strzelców ekstraklasy w barwach Stali Mielec w sezonie 1994/95
- Marian Donat – judoka Czarnych Bytom, olimpijczyk
- Patrycja Flakus – siatkarka UKS MOS Bytom, reprezentantka Polski we wszystkich kategoriach wiekowych.
- Krzysztof Gajtkowski – piłkarz Szombierek Bytom
- Magdalena Gorzkowska – lekkoatletka MKS-MOSM Bytom
- Ryszard Grzegorczyk – piłkarz Polonii Bytom i reprezentacji narodowej w piłce nożnej, olimpijczyk
- Damian Jonak – bokser Szombierek Bytom, młodzieżowy mistrz świata organizacji WBC w bokserskiej wadze junior średniej
- Henryk Kempny – piłkarz Polonii Bytom i reprezentacji narodowej w piłce nożnej
- Ryszard Koncewicz – piłkarz i trener Polonii Bytom
- Edmund Kowal – były piłkarz m.in. Stali Bobrek, Legii Warszawa, Górnika Zabrze i reprezentacji narodowej w piłce nożnej
- Robert Krawczyk – judoka Czarnych Bytom
- Krzysztof Kuźniecow – hokeista Polonii Bytom i reprezentacji Polski
- Waldemar Legień – judoka Czarnych Bytom, dwukrotny „złoty” mistrz olimpijski (Seul 1988 i Barcelona 1992)
- Jan Liberda – piłkarz Polonii Bytom i reprezentacji narodowej w piłce nożnej
- Zenon Lissek – piłkarz Szombierek Bytom, reprezentant olimpijskiej reprezentacji Polski
- Przemysław Matyjaszek – judoka Czarnych Bytom
- Beata Pacut-Kłoczko – judoczka Czarnych Bytom, olimpijka, medalistka mistrzostw Świata
- Grzegorz Panfil – tenisista klubu Górnik Bytom
- Marek Plawgo – lekkoatleta MKS Bytom
- Michał Probierz – były piłkarz m.in. ŁKS Łagiewniki i Rozbarku Bytom grający na pozycji pomocnika. Obecnie trener z licencją UEFA Pro Licence.
- Małgorzata Sobieraj – łuczniczka Czarnej Strzały Bytom, dwukrotna olimpijka
- Roman Szewczyk – piłkarz Szombierek Bytom i reprezentacji narodowej w piłce nożnej
- Józef Szmidt – polski lekkoatleta, trójskoczek, dwukrotny „złoty” mistrz olimpijski (Rzym 1960 i Tokio 1964), rekordzista świata
- Edward Szymkowiak – bramkarz Polonii Bytom i reprezentacji narodowej w piłce nożnej
- Katarzyna Teodorowicz – tenisistka Górnika Bytom, olimpijka, reprezentantka kraju w Pucharze Federacji
- Kazimierz Trampisz – piłkarz Polonii Bytom
- Walter Winkler – piłkarz Polonii Bytom i reprezentacji narodowej w piłce nożnej
- Janusz Wojnarowicz – judoka Czarnych Bytom, reprezentant Polski

## Gospodarka

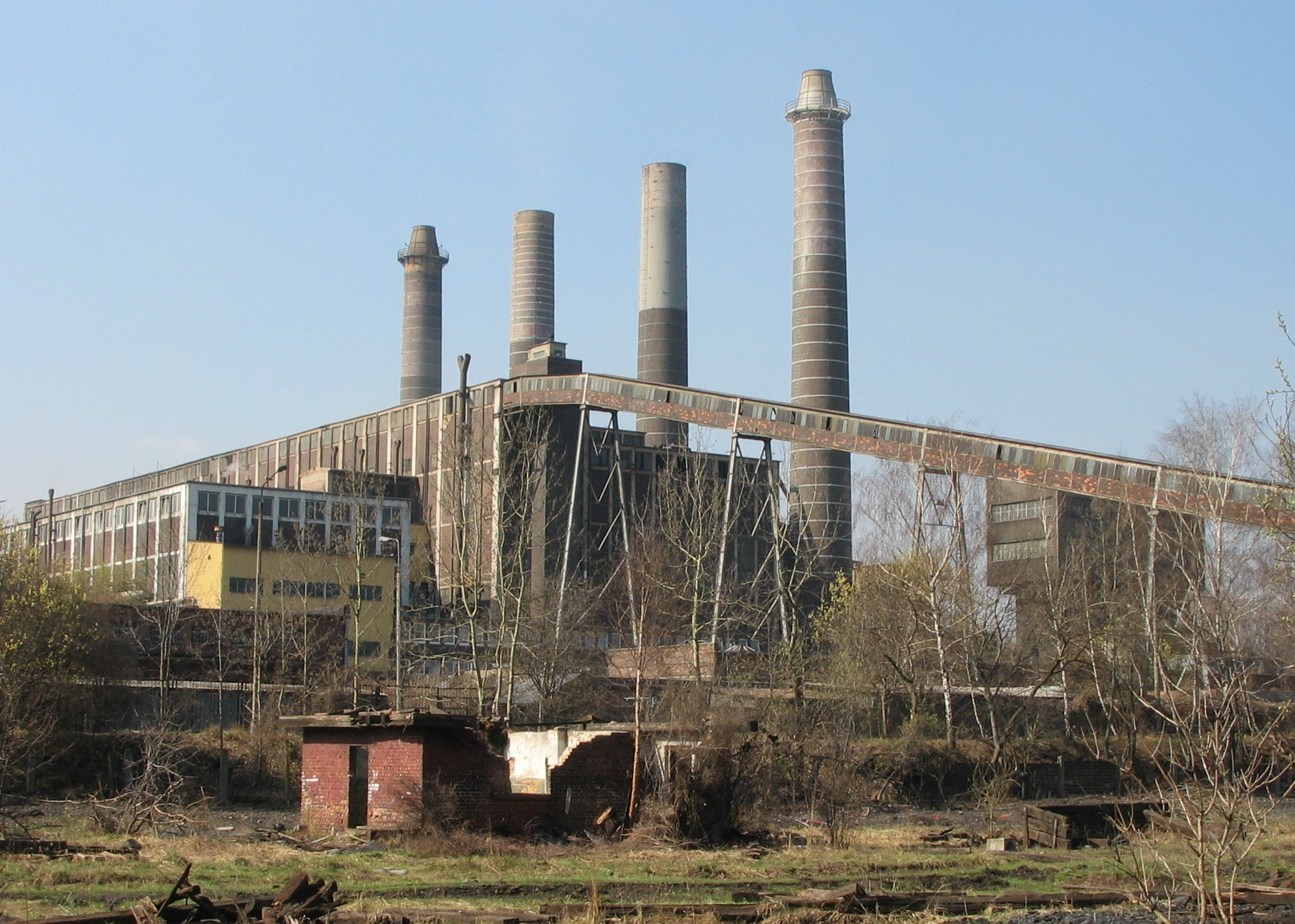
Elektrociepłownia Miechowice

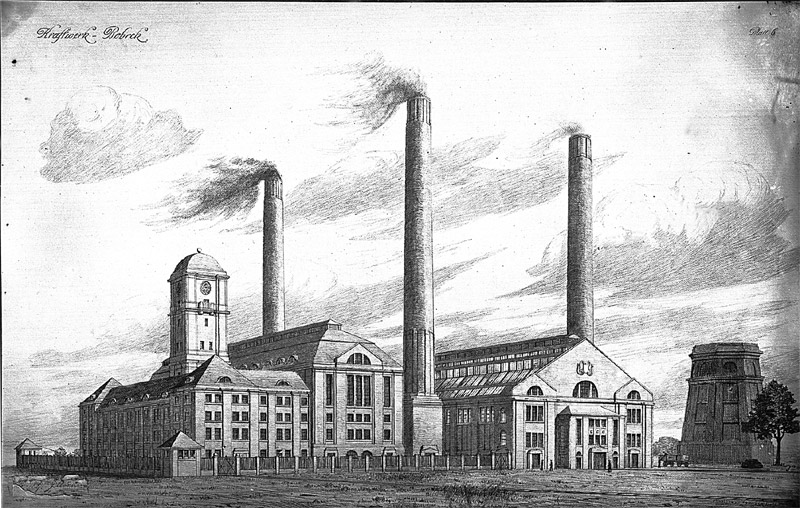
Rycina przedstawiająca EC Szombierki

### Przemysł
W Bytomiu niegdyś działało 7 dużych kopalń węgla (Rozbark, Łagiewniki, Szombierki, Bobrek, Centrum, Powstańców Śląskich, Miechowice) i 2 huty żelaza. Dziś działają dwie kopalnie węgla – Bobrek (należąca do firmy Węglokoks), Powstańców Śląskich (należąca do firmy Eko-Plus) koksownia Bobrek (dawniej wydział huty Bobrek), fabryka wełny mineralnej Petralana oraz Elektrociepłownia Miechowice. W styczniu 2008 roku oddano do użytku 1. etap Bytomskiego Parku Przemysłowego na zrekultywowanych terenach po zakładach górniczo-hutniczych „Orzeł Biały” (obecnie działają w szczątkowej formie). Prowadzone z naruszeniem prawa prace górnicze skutkują szkodami górniczymi.

### Handel i usługi

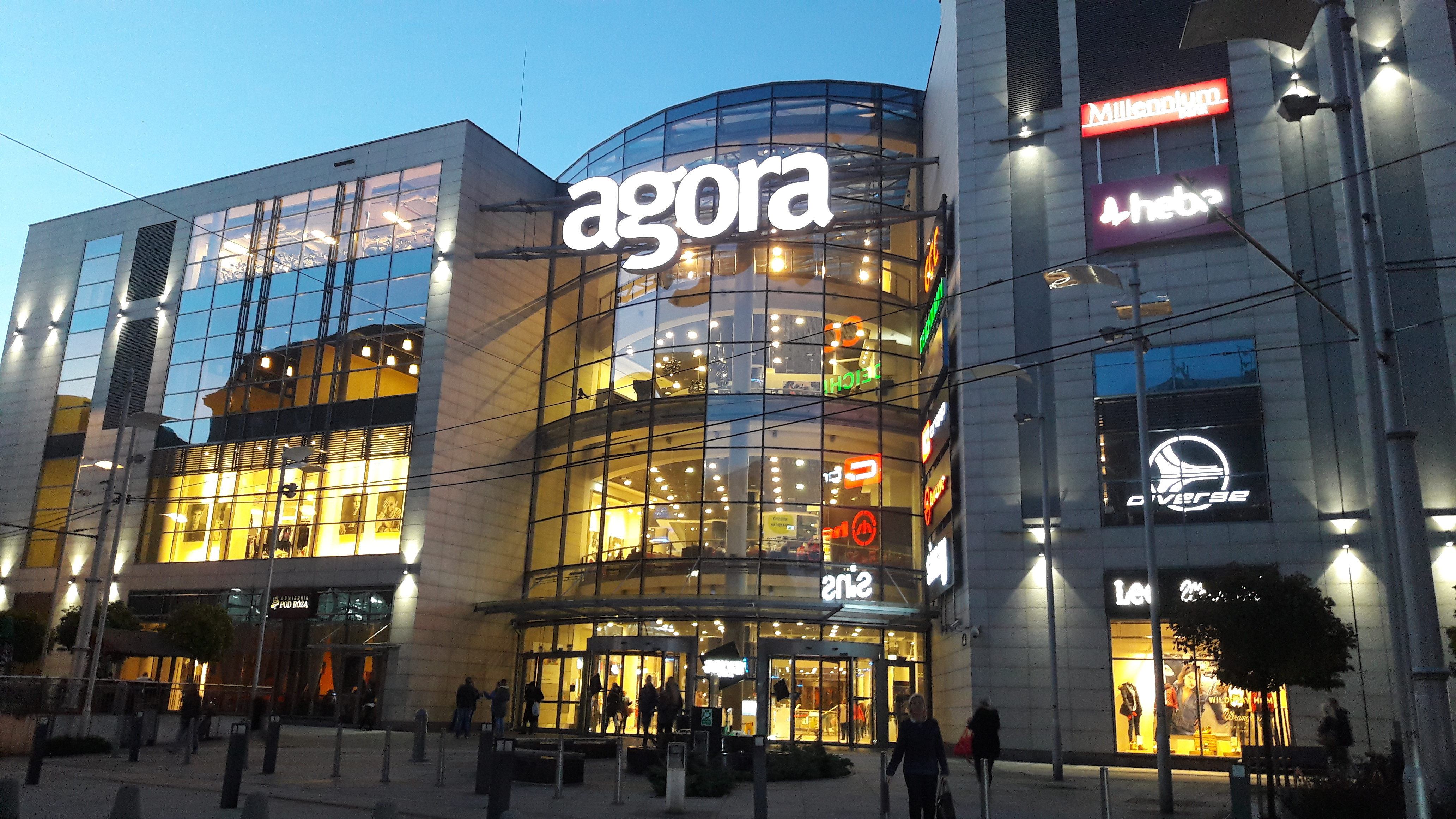
Galeria handlowa Agora Bytom

Handel jest jednym z głównych filarów gospodarki Bytomia. Jako miasto o długich tradycjach handlowych, nadal bardzo dobrze spełnia swoją rolę. Centrum Bytomia, a głównie ulica Dworcowa i Rynek są największą siedzibą sprzedawców w gminie. Ponadto 60 metrów od Rynku – na skwerze pomiędzy placem Kościuszki i ulicami Jainty, Piekarską, Dzieci Lwowskich – mieści się otwarta 15 listopada 2010 roku galeria handlowo-rozrywkowa „Agora”, wybudowana przez skandynawską firmę Braaten+Pedersen plus Partners (po otwarciu zostanie zakupiona za 263 mln zł przez brytyjską firmę „First Property Group”).
W Bytomiu działają centra handlowe takie jak: Centrum handlowe Plejada w Bytomiu, Agora, Centrum handlowe M1 w Bytomiu, a także supermarkety i hipermarkety takie jak: Carrefour, Lidl, Auchan, Selgros, Simply Market, supermarkety specjalistyczne: Obi, Castorama i Praktiker oraz markety i sklepy należące do sieci handlowych: Biedronka, Lewiatan, Netto, Stokrotka, księgarnia Matras, Deichmann, Fielmann, Vision Express, Pszczółka, Black Red White, CCC, Społem, Żabka, Rossmann, RTV Euro AGD, Mix Electronics, Neonet, Media Expert, Empik, Aldi i inne.

## Transport

### Komunikacja miejska

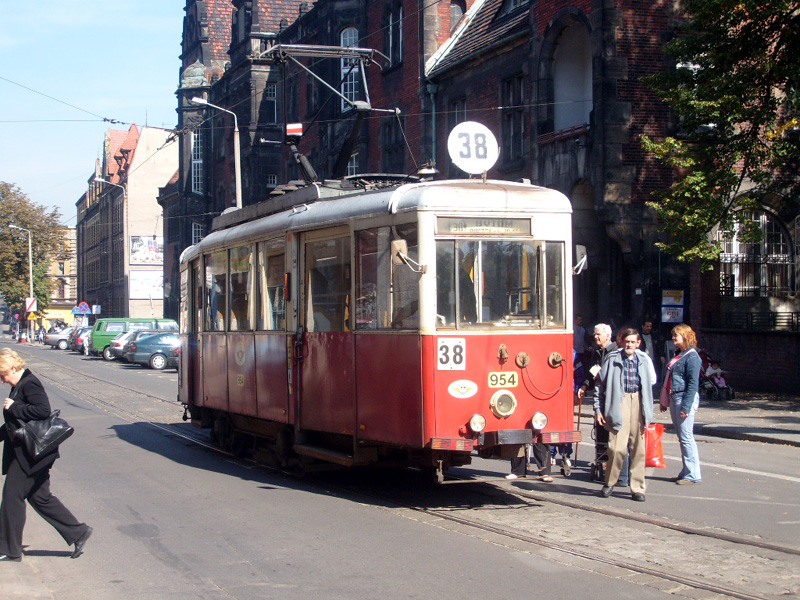
Kursujący liniowo (linia 38) do dziś wagon nr 954 typu N z 1949 roku na ul. Piekarskiej

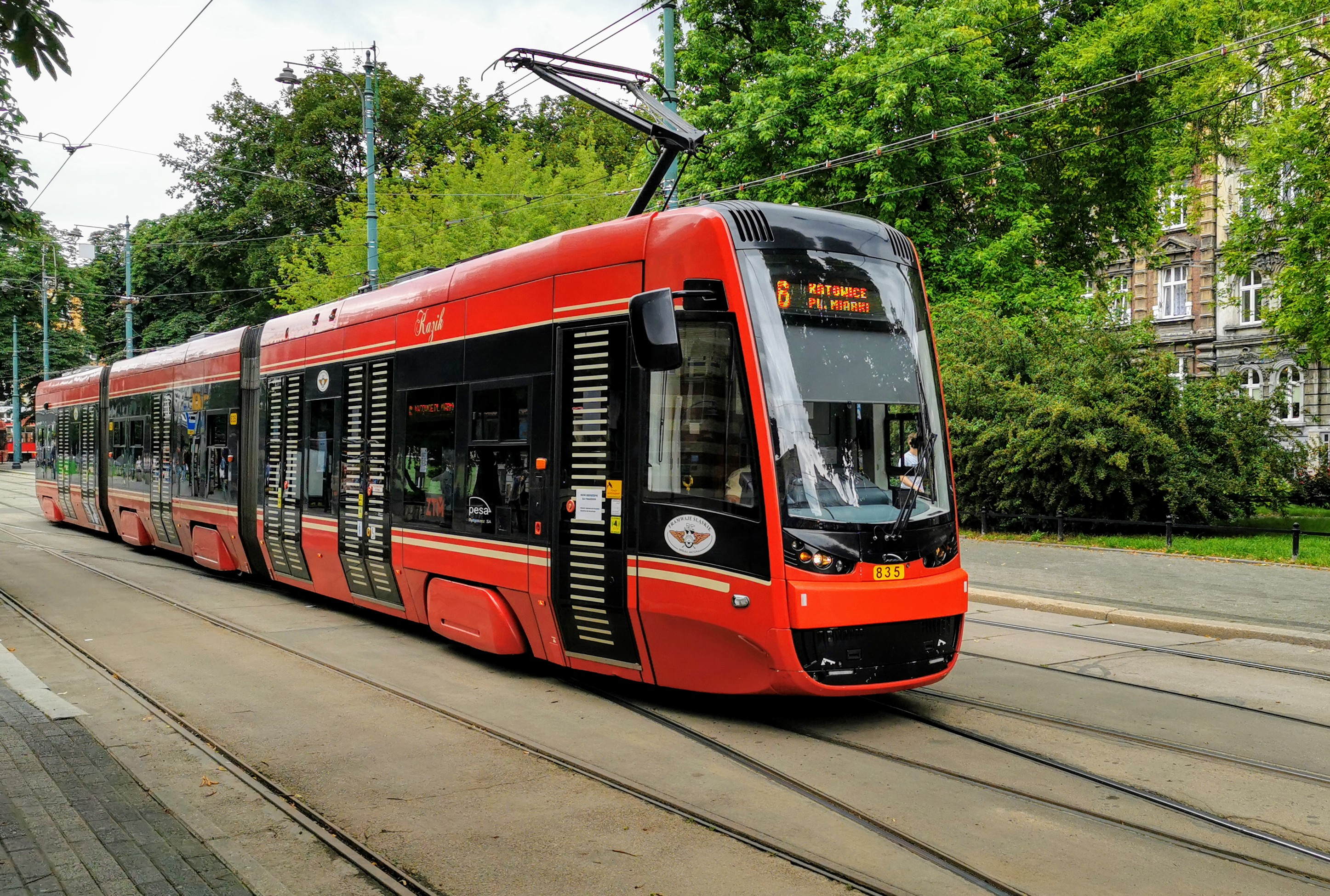
Pesa Twist należąca do Tramwajów Śląskich na placu Sikorskiego

Mieszkańcy Bytomia korzystają z 53 linii autobusowych i 9 tramwajowych. Komunikację miejską w Bytomiu organizuje niemal całkowicie
ZTM. Na jego zlecenie wszystkie linie tramwajowe obsługiwane są przez spółkę Tramwaje Śląskie.

### Transport drogowy
Bytom leży na skrzyżowaniu głównych szlaków komunikacyjnych o charakterze regionalnym, krajowym oraz międzynarodowym. Zapewnia dzięki temu dobre połączenia z miastami aglomeracji górnośląskiej i ważnymi ośrodkami miejskimi w kraju, ale również z krajami: Czechami, Słowacją, Niemcami i Ukrainą. Dodatkowe połączenia drogowe z miastem na kierunku północ-południe zapewnia autostrada A1.
Drogi wojewódzkie:
- droga wojewódzka nr 911: Bytom – Piekary Śląskie – Świerklaniec
- droga wojewódzka nr 925: Rybnik – Ruda Śląska – Bytom

Drogi krajowe:
- droga krajowa nr 11: Kołobrzeg – Koszalin – Piła – Poznań - Lubliniec – Bytom
- droga krajowa nr 78: Chałupki – Rybnik – Gliwice – Tarnowskie Góry – Zawiercie – Jędrzejów – Chmielnik
- droga krajowa nr 79: Warszawa – Sandomierz – Kraków – Katowice – Bytom
- droga krajowa nr 88: Strzelce Opolskie – Gliwice – Bytom
- droga krajowa nr 94: Jędrzychowice – Legnica – Wrocław – Opole – Bytom – Kraków – Tarnów – Rzeszów – Korczowa

Autostrady:
- autostrada A1: Rusocin – Łódź – Gorzyczki

### Transport kolejowy

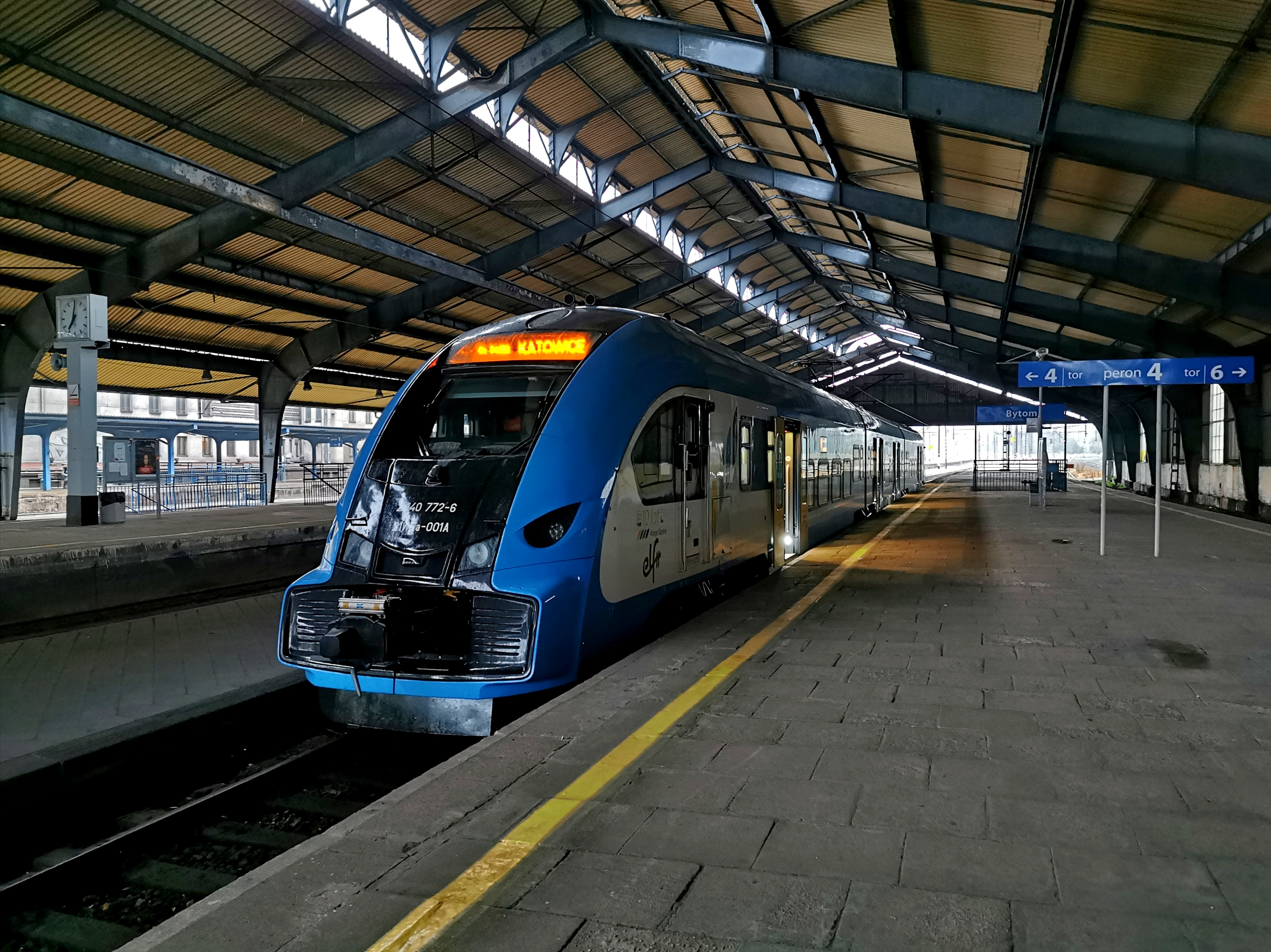
Pociąg Kolei Śląskich w trakcie postoju pod zabytkową halą peronową

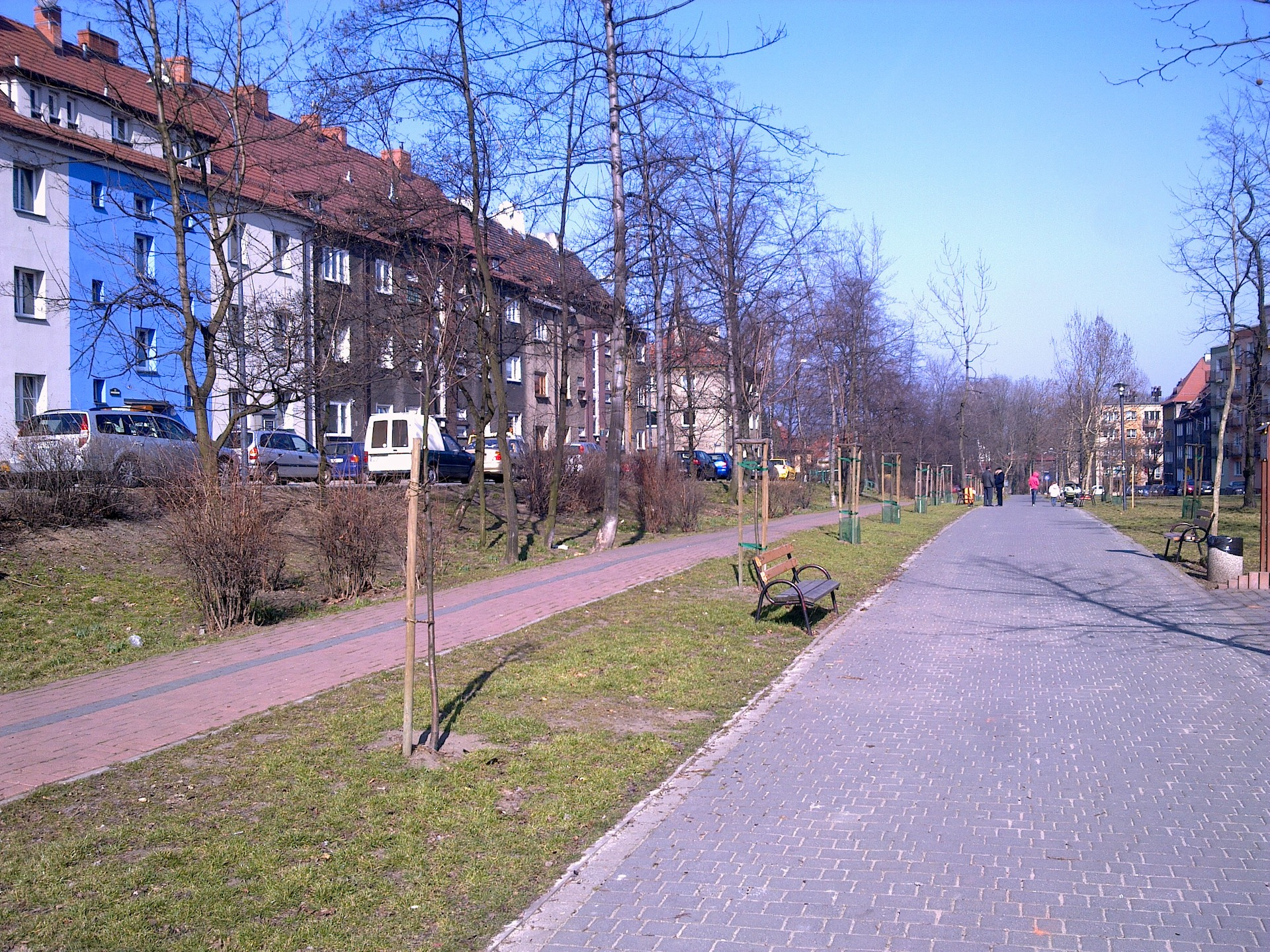
Ścieżka rowerowa wzdłuż Alei Marka Siennickiego

Węzeł kolejowy w Bytomiu łączy ze sobą linię kolejową nr 131, znaną jako Magistrala Węglowa, z linią kolejową nr 132, która łączy Bytom z Opolem i Wrocławiem (Przez linie nr 147 i 135).
Bytomski dworzec obsługuje jedno połączenie o charakterze regionalnym, linię S8 w relacji Lubliniec – Oświęcim realizowaną przez Koleje Śląskie, oraz połączenia o charakterze ponadregionalnym, realizowanymi przez PKP Intercity.
W okresie letnim Stowarzyszenie Górnośląskich Kolei Wąskotorowych organizuje połączenia turystyczne w relacji Miasteczko Śląskie – Tarnowskie Góry – Bytom szlakiem Górnośląskich Kolei Wąskotorowych.
Stacje i przystanki normalnotorowe:
- Bytom (stacja kolejowa)
- Bytom Karb
- Bytom Północny
- Bytom Bobrek (nieczynna)

Stacje i przystanki wąskotorowe:
- Bytom Wąskotorowy
- Szombierki Elektrownia
- Bytom Karb Wąskotorowy
- Dąbrowa Miejska
- Sucha Góra

### Transport lotniczy
W odległości około 23 km na północ od Bytomia zlokalizowany jest międzynarodowy port lotniczy „Katowice” w Pyrzowicach. Posiada on roczną przepustowość 3,6 mln pasażerów (dwa terminale). W 2006 obsłużono 1,5 mln pasażerów. Poza tym ma także terminal cargo. Obsługuje stałe połączenia rejsowe z ponad dwudziestoma liniami lotniczymi: Ryanair, Centralwings, Eurolot, Lot, Lufthansa, oraz Wizz Air.
Ponadto w odległości około 80 km znajduje się międzynarodowe lotnisko w Krakowie-Balicach. Jest to największy port regionalny w kraju i drugi po warszawskim Lotnisku Chopina pod względem liczby obsługiwanych pasażerów. Obsługuje stałe połączenia rejsowe z ponad dwudziestoma liniami lotniczymi: Air France, Eurolot, LOT, Lufthansa.
W niedalekiej odległości (ok. 70–90 km) od Bytomia znajduje się także międzynarodowy port lotniczy Ostrava-Mošnov w Czechach. Z jego usług korzystają linie lotnicze: Austrian Airlines, Air Europa i Fischer Air.

## Osoby związane z Bytomiem

### Honorowi obywatele miasta
Przed II wojną światową tytuł honorowego obywatela miasta otrzymali m.in.:
- Josef Richter (rok nadania tytułu 1885),
- dr med. Hugo Heer (1886),
- dr med. Moritz Mannheimer (1893),
- Paul Jackisch (1895),
- Robert Wohlfahrt (1896),
- Carl Kohlsdorfer (1906),
- Adolf Wermund (1908),
- Friedrich Schweitzer (1908),
- Ignatz Hakuba (1910) – obywatelstwo przyznane, ale niewręczone z powodu śmierci Hakuby,
- Paul von Hindenburg (1916),
- nadburmistrz Georg Brüning[112] (1926).

Tytuły powojenne:
- Wiesław Ochman (rok nadania tytułu: 2004) – śpiewak operowy,
- Aleksander Sieroń (2006) – prof. zw. dr hab. n. med. dr h.c., kierownik Oddziału Klinicznego Chorób Wewnętrznych, Angiologii i Medycyny Fizykalnej Katedry Chorób Wewnętrznych ŚUM, Ośrodka Diagnostyki i Terapii Laserowej oraz Centralnej Pracowni Endoskopii.
- Jan Drabina (2008) – prof. dr hab., polski religioznawca, historyk, i mediewista, wykładowca Uniwersytetu Jagiellońskiego
- Hubert Kowol (2009) – proboszcz parafii św. Barbary w latach 1965–2000[113]
- Johannes Gayda (2013) – urodzony i wychowany w Bytomiu działacz na rzecz pojednania polsko-niemieckiego.
- Jerzy Pieniążek (2014) – neurochirurg, dyrektor Wojewódzkiego Szpitala Specjalistycznego Nr 4 w Bytomiu.
- Waldemar Legień (2016) – judoka, dwukrotny mistrz olimpijski.
- Tadeusz Serafin (2017) – wieloletni dyrektor Opery Śląskiej[114]
- Piotr Obrączka (2018) – polonista, literaturoznawca, prof. dr habilitowany.
- Anita Olejek (2018) – prof. dr hab. n. med., Kierownik Katedry i Oddziału Klinicznego Ginekologii, Położnictwa i Ginekologii Onkologicznej w Bytomiu.

## Współpraca międzynarodowa
Lista miast partnerskich Bytomia:
- Vsetín ( Czechy)
- Recklinghausen ( Niemcy)
- Butte ( Stany Zjednoczone)
- Drohobycz ( Ukraina)
- Żytomierz ( Ukraina)
- Ormož ( Słowenia)